# 日の丸自動車興業
日の丸自動車興業株式会社（ひのまるじどうしゃこうぎょう）は、東京都文京区に本社を置く、主に貸切バス事業を運営するバス事業者である。日の丸リムジングループに属する。

## 概要
1963年（昭和38年）5月15日設立。東京のタクシー事業者日の丸自動車の貸切バス部門として開業したのが始まりである。当初は東京都内のみを営業エリアとしていたが、1990年代以降は東日本観光バス（祐徳自動車系列）・むらさき観光（キッコーマン系列）・八街観光自動車（一部のみ）・エアポートバス（日本ビューホテル系列）を買収・統合することで事業拡大を図り、現在は1都3県（神奈川県・千葉県・埼玉県）を営業区域としている。
このほかグループ会社として、大東観光バスを傘下に加えてHMC大東を経てHMC東京を設立、これに都自動車のバス部門を統合して東京・千葉に拠点を置く。2015年には明星自動車（京都）のバス部門を傘下に加えて明星観光バスを設立し、関西へ進出。続いて中央交通 (大阪府)を傘下に収めている。
一般貸切バスの他、観光周遊バスとして屋根のない2階建てバス（オープントップバス）を用いた「スカイバス」・「スカイホップバス」および水陸両用バスを用いた「スカイダック」を運行する。また、地域企業をスポンサーにした無料巡回バスの運行も手がけている。

## 営業所
- 本社 ※ 車両配置はない

東京都文京区後楽1-1-8
- 足立営業所

東京都足立区宮城1-4-14
- 新座営業所

埼玉県新座市野火止6-5-29
- 横浜営業所

神奈川県横浜市戸塚区名瀬町1720
- 新成田営業所（エアポートバス事業部）

千葉県成田市小菅440

## グループ会社
- HMC東京
  - 東京営業所（江戸川区北葛西）- 旧・大東観光バス→HMC大東、2010年都自動車を統合
  - 千葉営業所（千葉県茂原市茂原）- 旧・都自動車茂原営業所
- 明星観光バス（京都府京都市山科区西野山中鳥井町）- 明星自動車の観光バス部門を2015年に譲受
- 中央交通（大阪府大阪市浪速区）- 2017年にグループ化

## 貸切バス
事業区域は東京都・神奈川県・埼玉県・千葉県。保有台数は約160両。大型バスには「West Coast」「Super West」「San Diego」、中型バスには「Sneaker」の名称がつけられている（→車両についての詳細は#車両節を参照）。

## スカイバス
2階建てオープントップバスを用いた定期観光バスまたは募集型企画旅行商品である「スカイバス東京」を運行する。スカイバスは自社またはグループ会社により京都など他地域でも運行するほか、各地で他社に車両を貸与し運行ノウハウを提供する形態での運行支援も行っている。

### スカイバス東京
「スカイバス東京」は2004年9月10日に募集型企画旅行扱いで運行を開始した。2009年6月18日には国土交通省から定期観光事業の許可を受け、路線バス扱いの定期観光バスとして運行されている。
複数のコースを設定するが、いずれも東京駅丸の内南口の三菱ビル前にスカイバス乗り場を設け、都内各所を周回後、同乗り場に戻ってくるコースとなっている。途中下車はなく、すべて車窓観光である。全席指定席となっている。
ガイドが乗車し、観光案内を行う。一部コースではGPSによる外国語音声ガイダンスシステム（英語・中国語・韓国語）がある。雨天時はレインコートが無料で配布される。雨天でも1階席の利用はできない。また、安全上の理由で傘の利用はできない。スカイバス車両はイベントなどでの貸切利用も受け付けている。
過去、オープンバス以外に「クラシックスカイバス東京」の名称でレトロ調車両（アメリカ・クラシックトロリー製）を用いたこともあった。

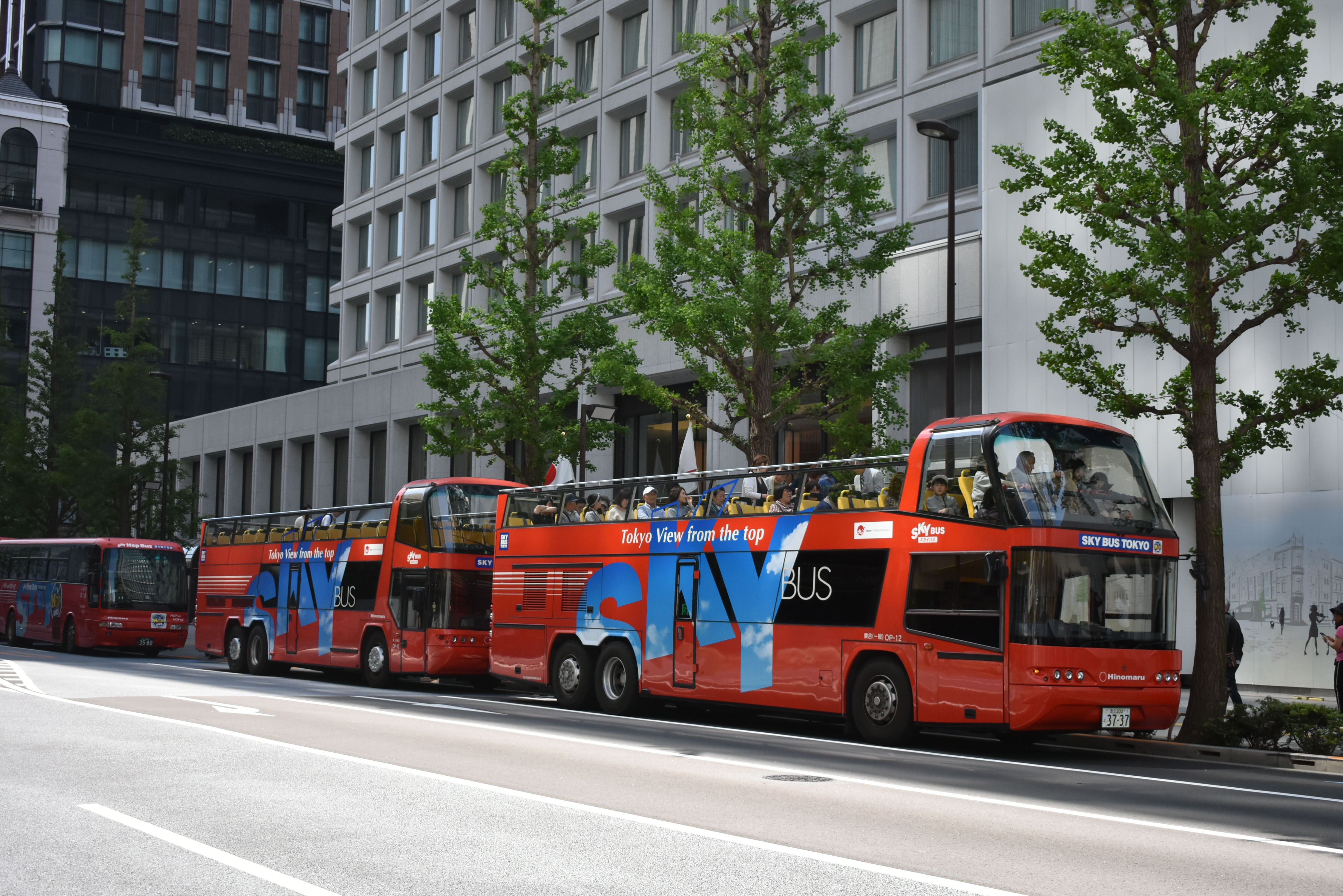
東京駅丸の内南口・三菱ビル前の乗場（2019年5月4日撮影）
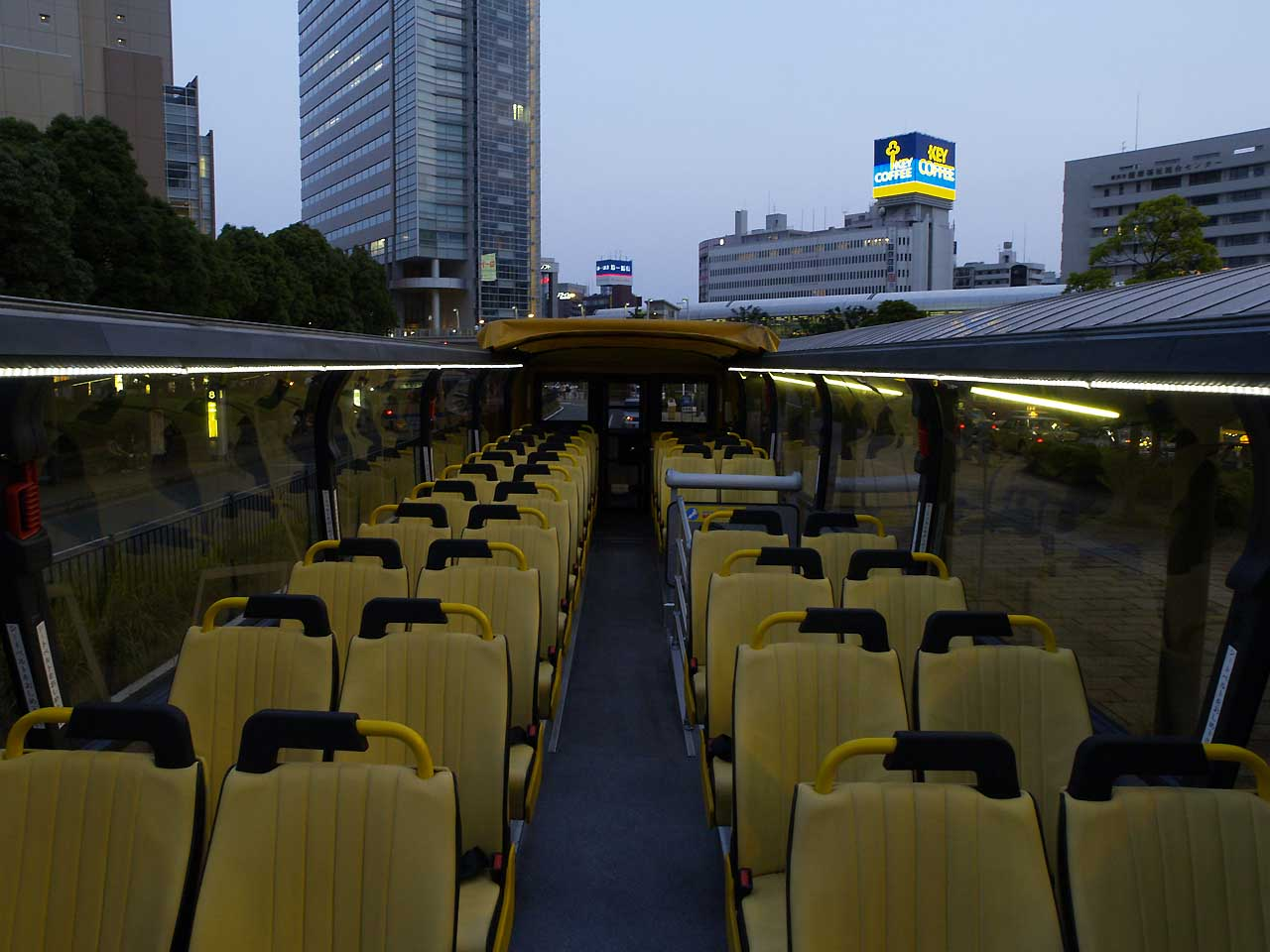
スカイバス専用車の”客室”（ネオプラン・スペースライナー）
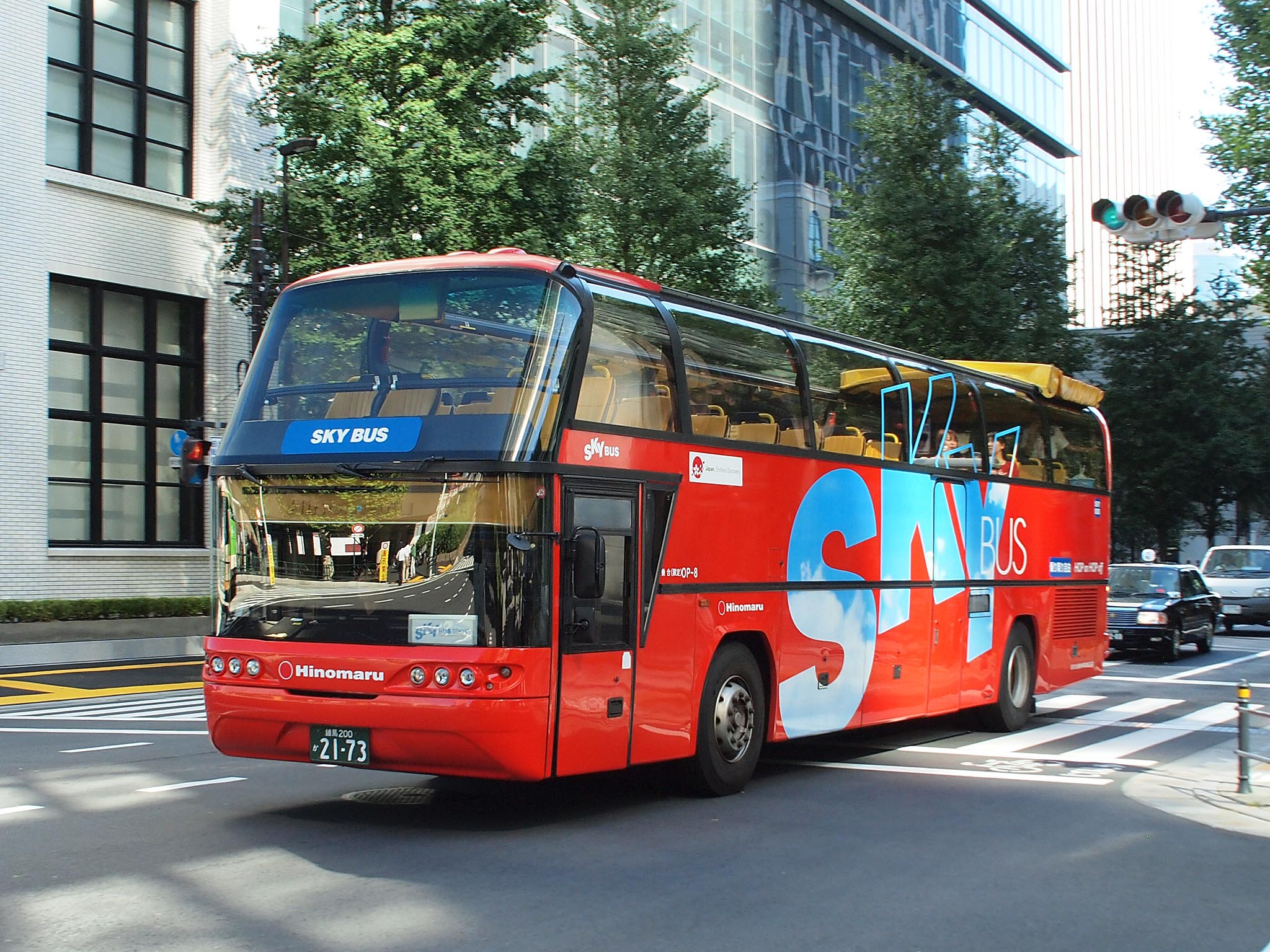
ネオプラン・スペースライナー
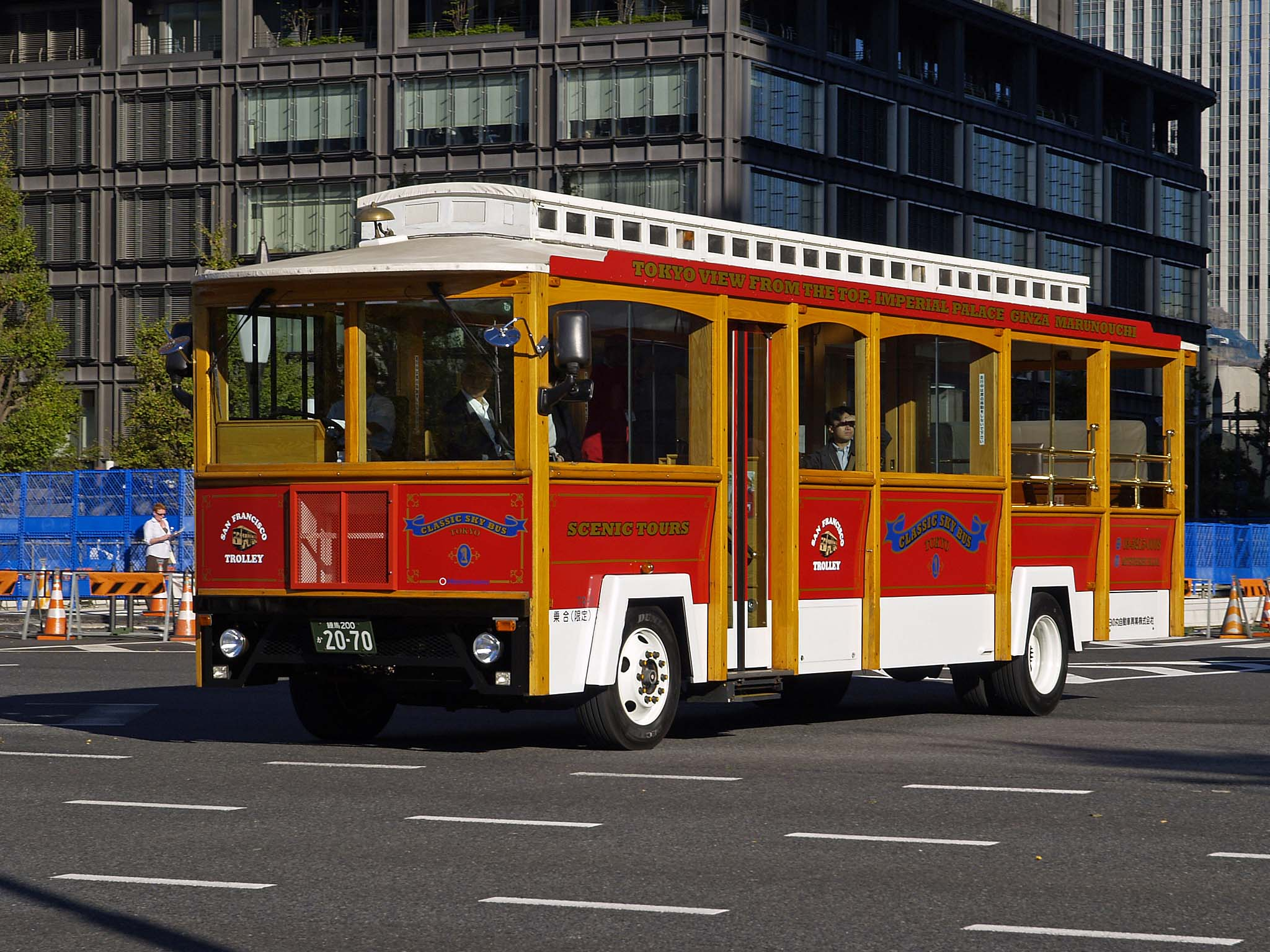
「クラシックスカイバス東京」（GMC＋クラシックトロリー）
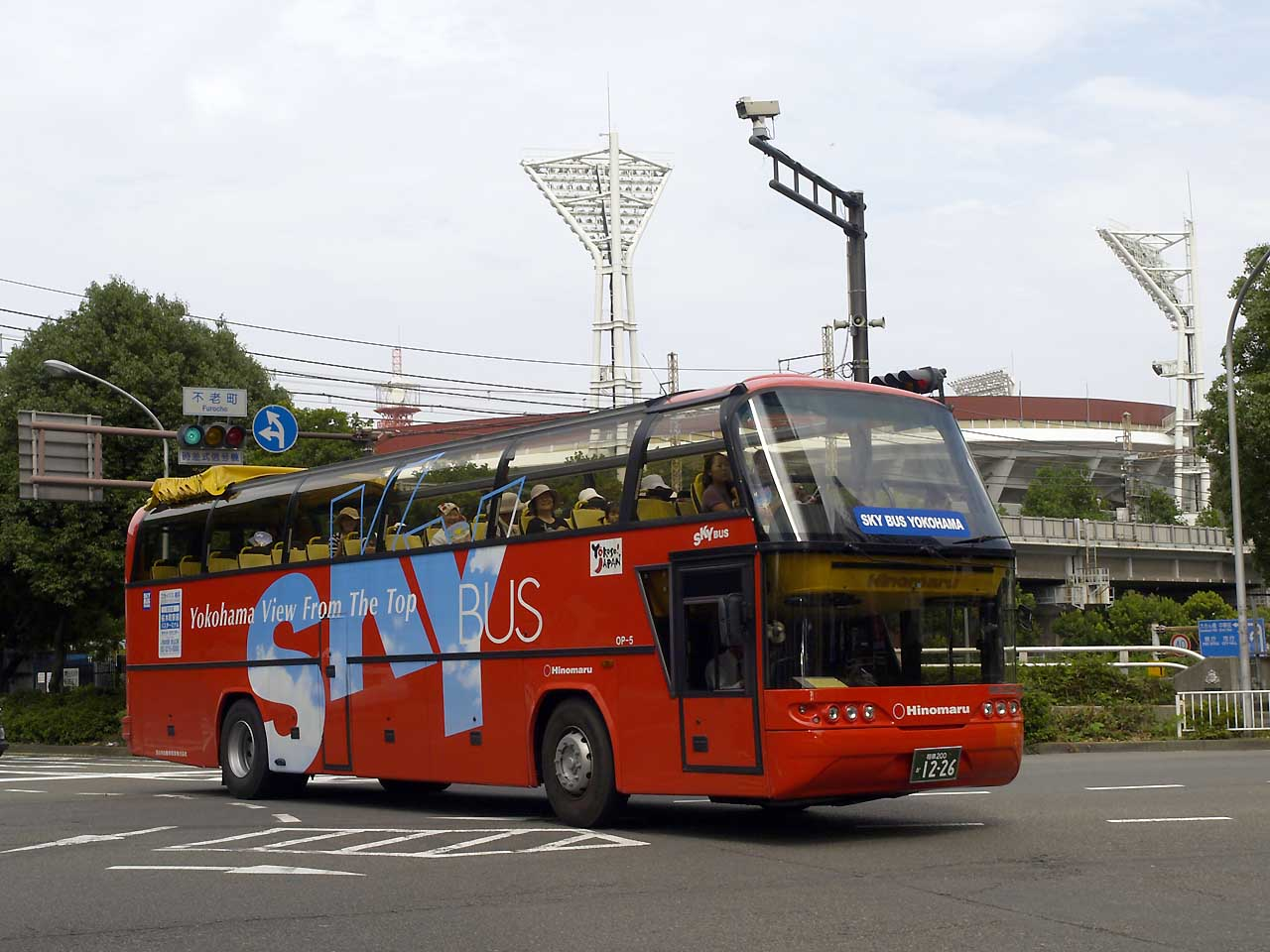
2009年の開国博Y150会期中に運行されたスカイバス横浜（関内駅付近にて、背景は横浜スタジアム）

### 東京以外での運行（自社）
- スカイバス京都 - 傘下の明星観光バスが運行を担当。当初は京阪バスへの貸し出しによる運行であった。
- 千葉県では、木更津[8]や茂原[9]など、不定期に運行されている。
- スカイバス横浜 - 2009年4月28日から9月27日までの開国博Y150会期中に運行された。コースは桜木町駅 - 横浜みなとみらい21地区 - 関内 - 山手 - 元町 - 横浜ベイブリッジ（首都高速湾岸線・新山下ランプ - 大黒PA往復） - 山下公園 - 桜木町駅。

### スカイバス貸し出し

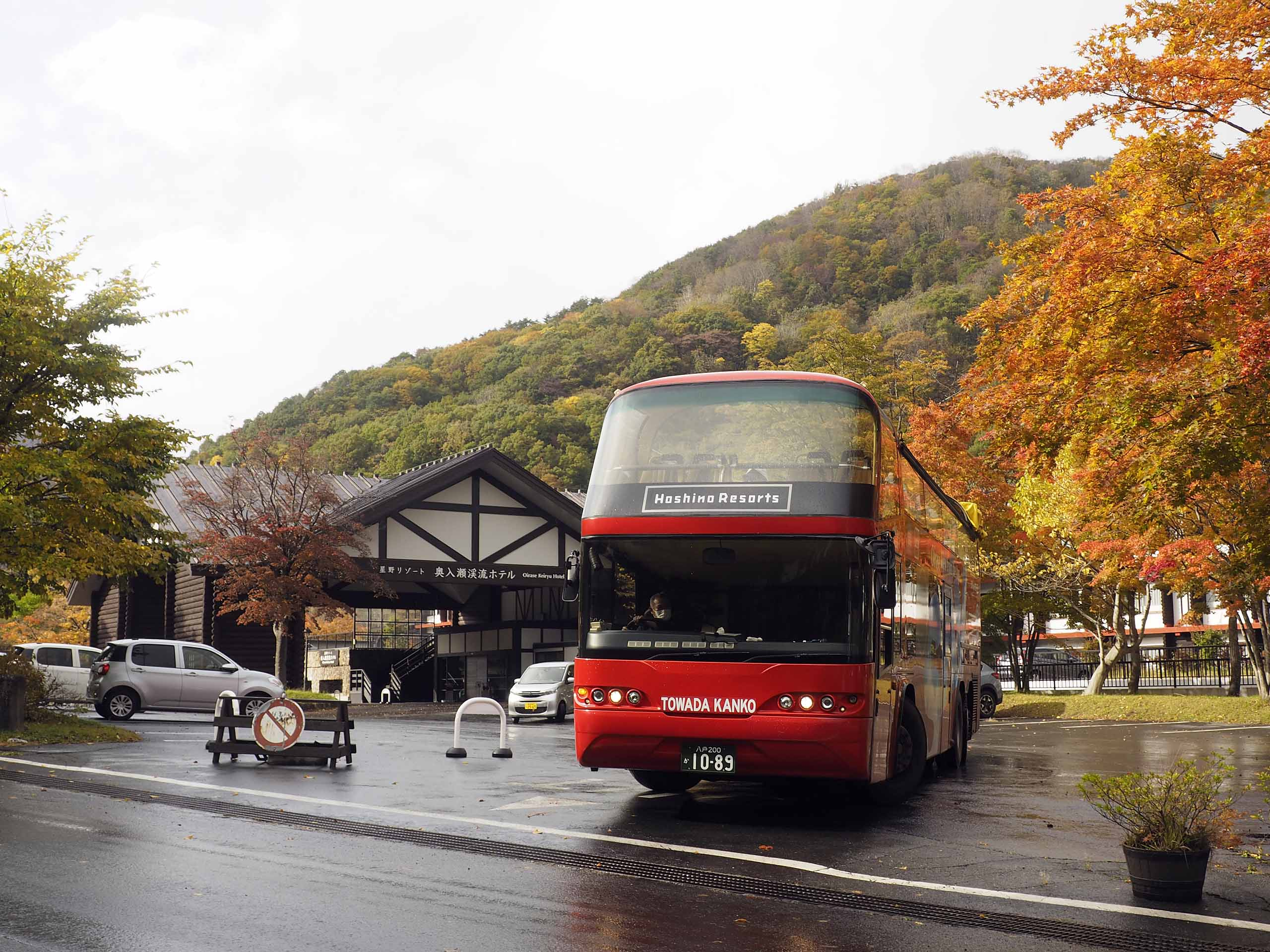
星野リゾートとの提携第一弾：奥入瀬渓流ホテル「渓流オープンバスツアー」（十和田観光電鉄に委託、2020年撮影）

当社は、日本の観光都市での「スカイバス」運行に携わっている。JTBグループ・バス事業者と提携、当社は運行ノウハウ提供と車両貸与を行い、実際の運行は現地のバス事業者が担当するものである。一部事業者では定期観光バスとして運行されたことから、2009年のスカイバス東京の路線免許取得：定期観光バス化に影響を与えている。
2006年6月に北都交通の運行により札幌市での運行を開始した後、2007年からは京都市（京都定期観光バスの一環として京阪バスが運行、その後明星観光バスに移管）・那覇市（沖縄バスが運行）においても運行を開始している。また、2006年の北海道日本ハムファイターズの日本シリーズ優勝パレードにも貸し出され、この時はジェイ・アール北海道バスが運行を担当した。
2007年11月から12月にかけては帝産富士交通に貸し出す形で、仙台市でも運行された。2009年5月には長電バスに貸与して長野市で、伊予鉄道（現伊予鉄バス）に貸与して松山市としまなみ海道で運行された。
2013年には東北楽天ゴールデンイーグルスの日本シリーズ優勝パレードで仙台バスに貸し出された。
2014年には名古屋市で名鉄観光バスに貸与して「ナゴヤスカイバス」が運行された。2017年には神姫バスに貸与して神戸市で「スカイバス神戸」が2020年まで運行された。2018年には松本市で開催された松本山雅FCのJ2優勝・J1昇格記念パレードでアルピコ交通に貸し出されたほか、富山地方鉄道に貸し出されて射水市・富山市・魚津市で「スカイバス富山」が運行されている。スカイバス富山は2021年より2023年まで雪の大谷で知られる立山黒部アルペンルートの室堂でも運行され、標高約2450mの高地を走行した。2021年には茨城交通に貸し出されて偕楽園の水戸の梅祭り会期中に「スカイバス水戸」、山梨交通に貸し出されて甲府市で「昇仙峡スカイバス」が運行された。
2022年7月には道南バスとニセコバスに貸し出され、夏季に倶知安町・ニセコ町で「スカイバスニセコ」が運行されている。
2025年6月には濃飛乗合自動車へ貸し出され、高山市の奥飛騨温泉郷で「おくひだマウンテンバス」が運行されている。
2020年には星野リゾートと提携、マイクロツーリズムの一環として期間限定で同社系列ホテル宿泊者向けのオープントップバスツアーに起用されている。青森県では十和田観光電鉄に貸し出されて奥入瀬渓流沿いを運行するバスツアー、栃木県では日光交通に貸し出されて鬼怒川上流やいろは坂の紅葉を楽しむバスツアー、2022年には静岡県の東海バスに貸し出されて伊豆半島の梅の木平や大室山さくらの里を巡る観桜ツアー、神奈川県の箱根登山バスに貸し出されて芦ノ湖スカイラインから富士山や芦ノ湖の景観を楽しむツアー が企画されている。

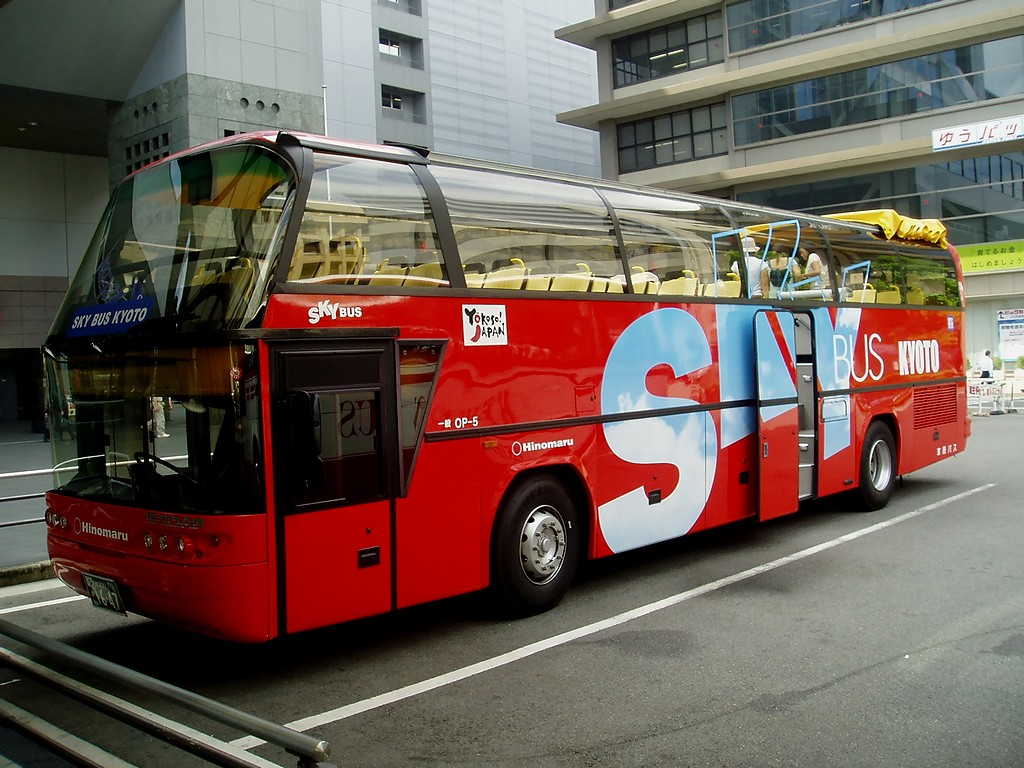
京都市で運行された「スカイバス京都」（京阪バス時代）
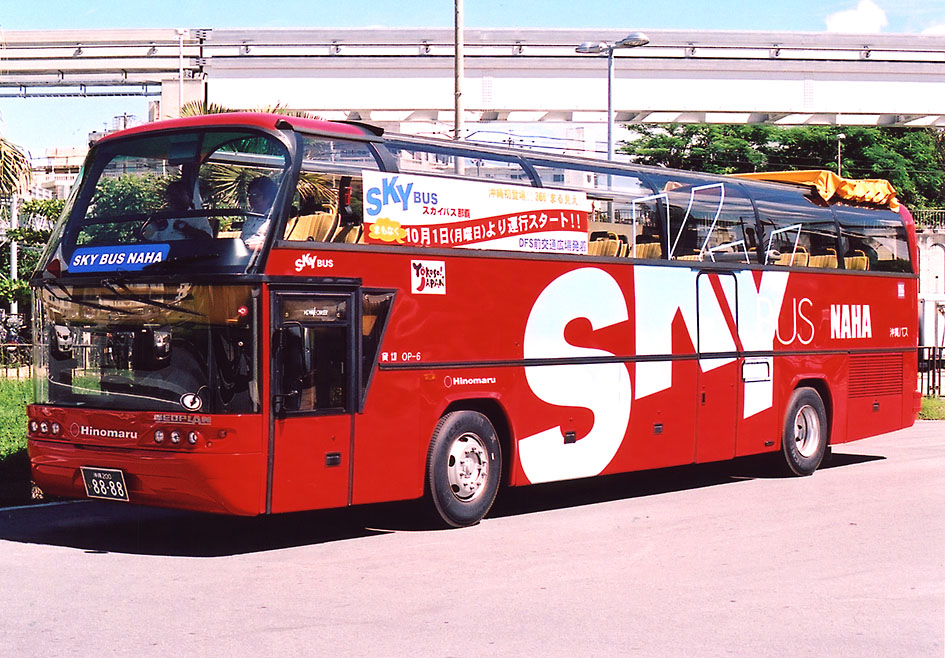
「スカイバス那覇」（ネオプラン・スペースライナー、画像は試運転時）
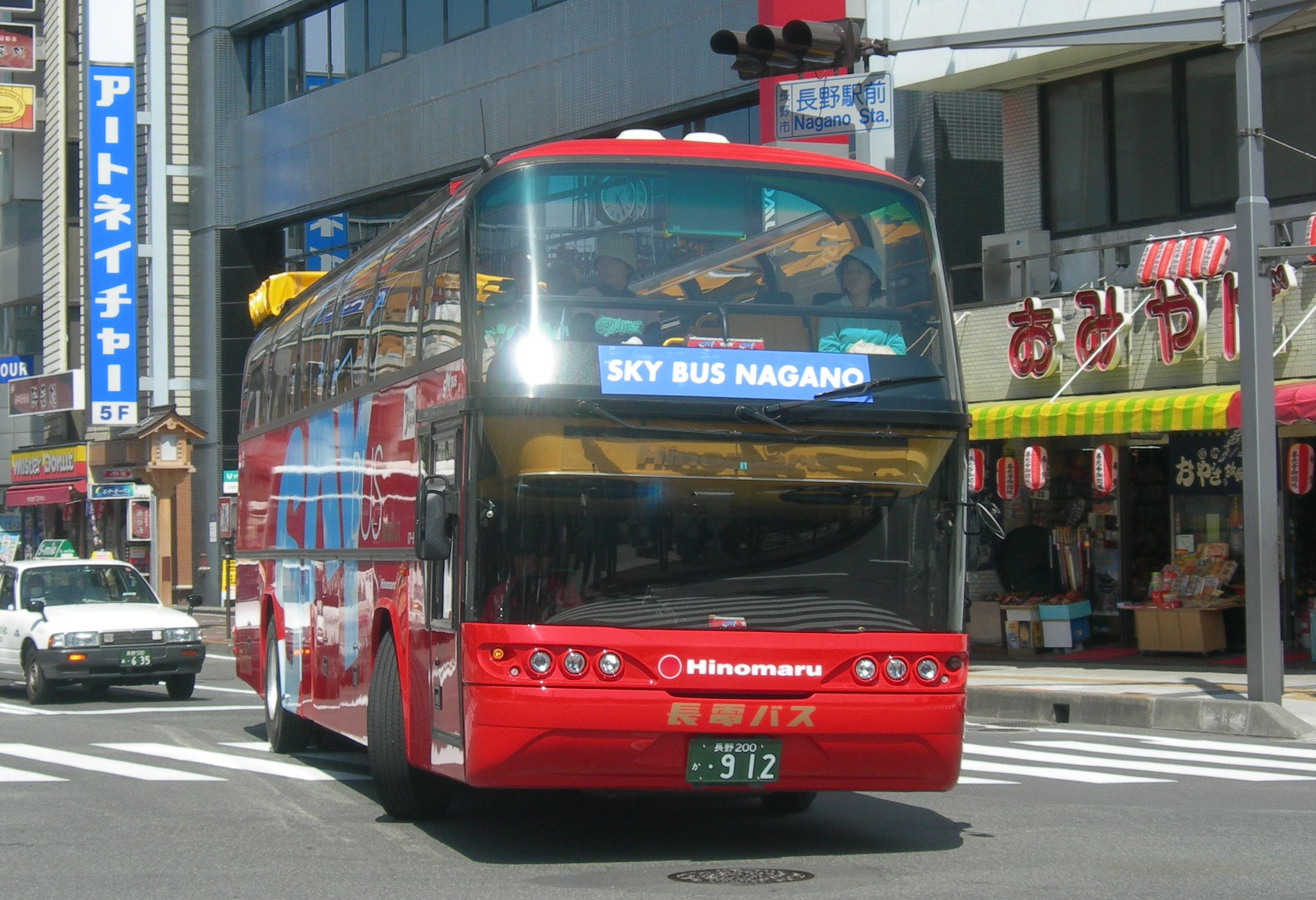
「スカイバス長野」（ネオプラン・スペースライナー）
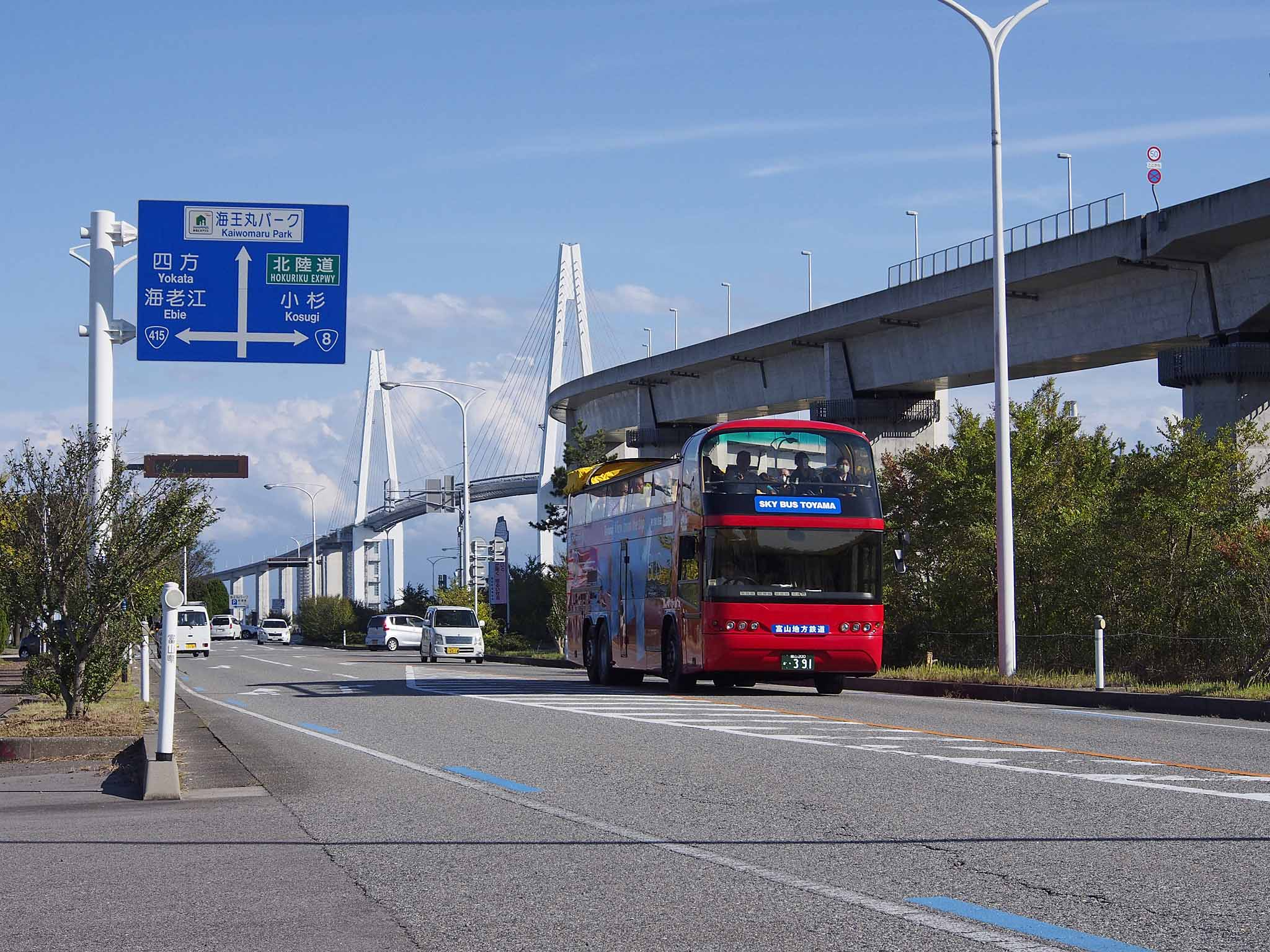
「スカイバス富山」（富山地方鉄道が借り入れ、2018年撮影）

### 優勝パレードの“舞台”

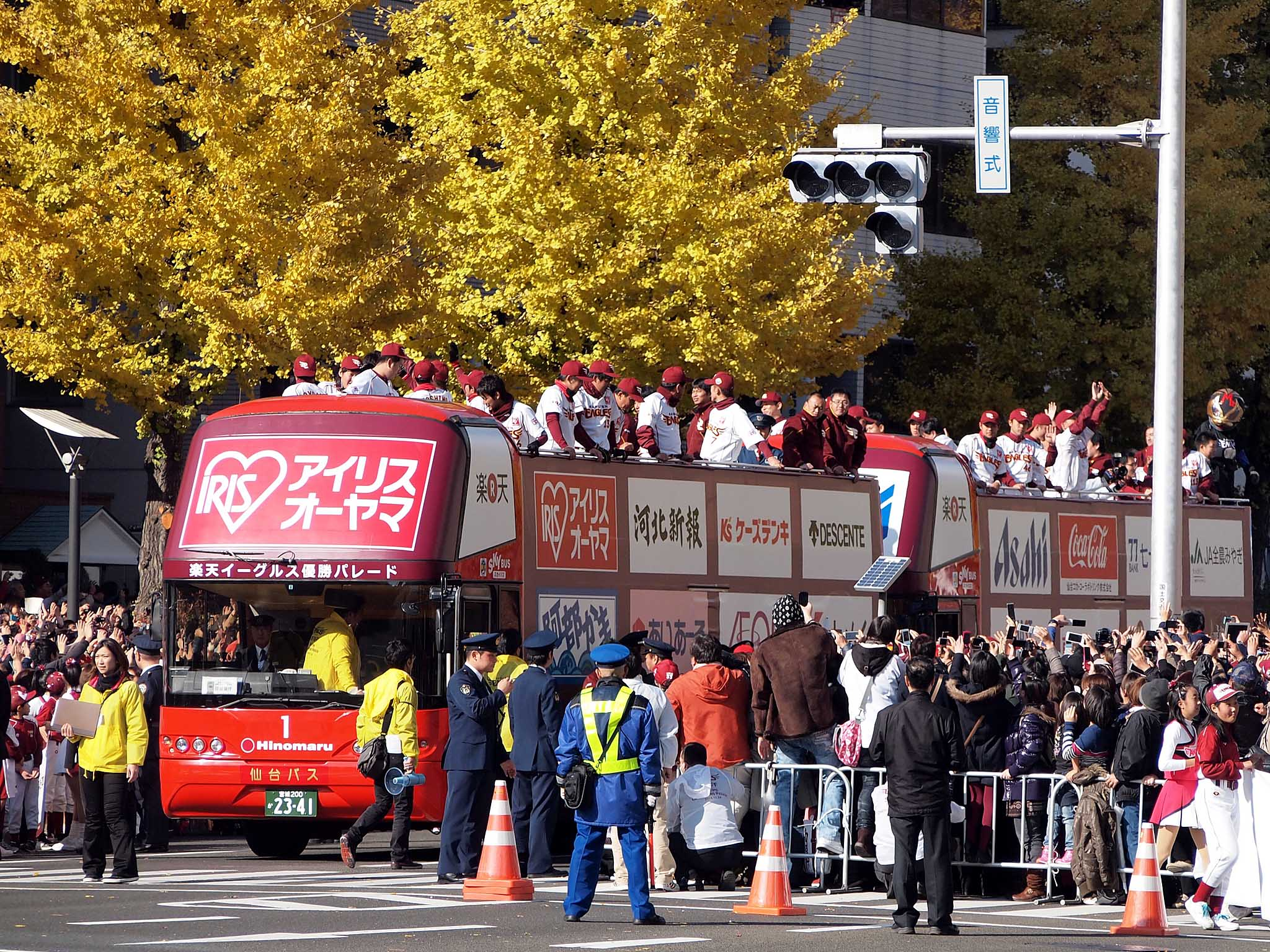
2013年、東北楽天ゴールデンイーグルス優勝パレード
仙台バスに車両を貸し出して運行、宮城ナンバーに登録変更。

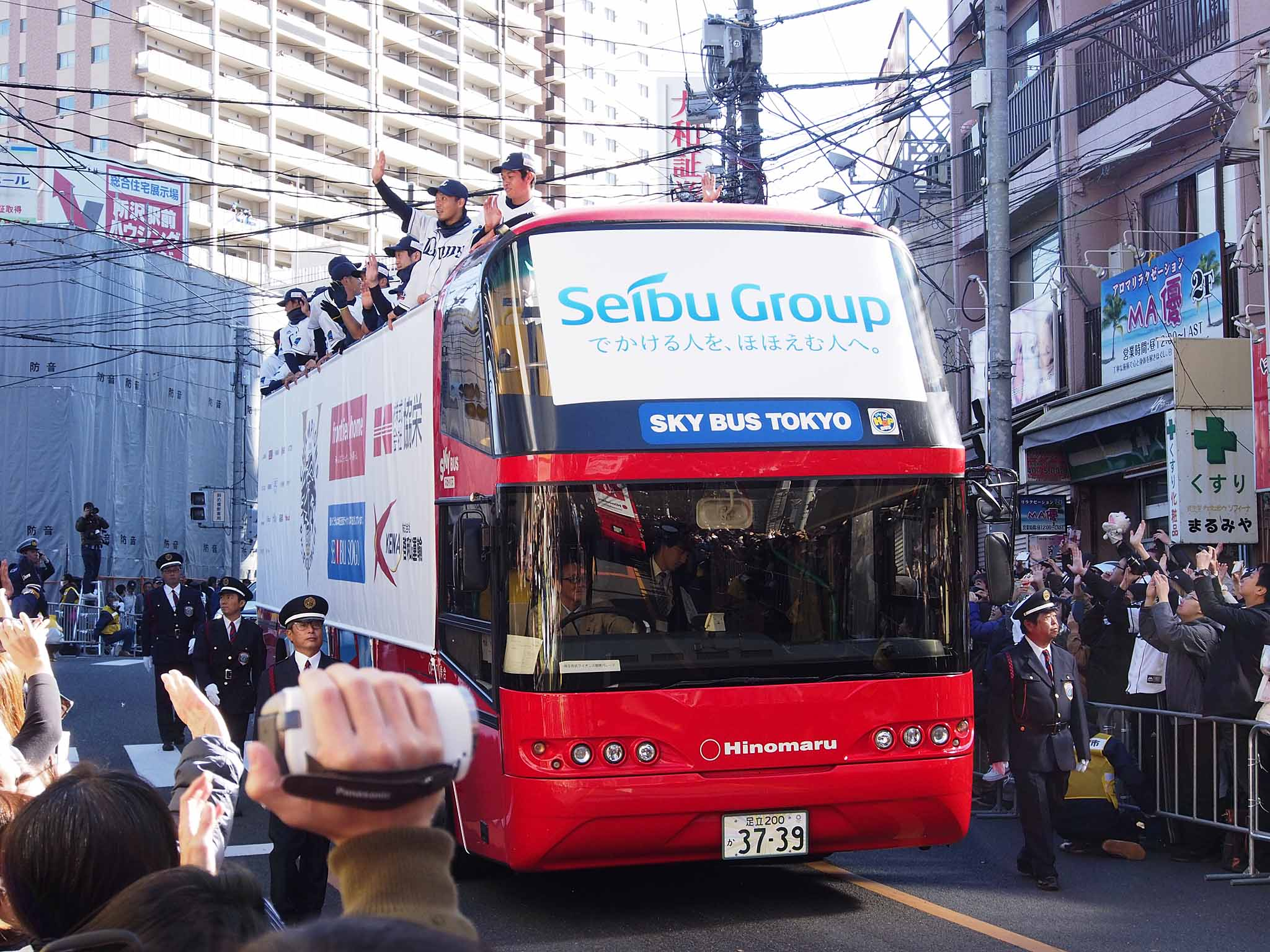
2018年、埼玉西武ライオンズ優勝パレード
埼玉県は日の丸自動車興業の営業区域のため足立ナンバーのままで運行。

「屋根の無い車体」という特徴を生かし、プロスポーツの優勝パレードに参加することがある。それまで優勝チームの監督・コーチ陣・選手たちは、乗用車仕様のオープンカーに分乗したり（例：大相撲など）、大型トラックにステージなどの装飾を施したり（例：読売ジャイアンツ・阪神タイガースなど）、廃車直前の路線バスを運転席を除き車体の上半分を全て撤去して、特製のオープンバスを仕立てていた（例：横浜ベイスターズ/横浜市営バス・福岡ダイエーホークス/西日本鉄道）が、この車両が登場してからは、特に日本一になった時に大勢の選手が2階部分に乗り込み、訪れたファンに選手たちの表情が見えるよう配慮されている。
首都圏（東京・神奈川・千葉・埼玉）のチームが利用する場合、各都県に日の丸の営業所があるため自社の乗務員が運行するが、地方のチームのパレードに参加する場合は現地のバス会社に車両を貸し出し、ナンバープレートも登録変更して運行される。

### 他社への影響
スカイバス東京の成功を受け、日本の観光都市ではオープントップバスの運行が検討されるようになった。当社が各地へのスカイバス車両の貸し出しに積極的に対応する一方、独自にオープントップバスを導入する事例も見られる。
さらにスカイバス東京と競合関係にある、既存の定期観光バスを運行する事業者では、スカイバスを意識した低価格・短時間コースを設定する動きが見られる。
- はとバスでは2005年から途中の下車観光を省略した短時間コース「プチッとドライブ」を都内に設定、専用車としてハローキティバス（バンホール・アストロメガ、現在はエアロキングに代替）を投入している。
- 横浜市交通局の定期観光バス「横濱ベイサイドライン」では、スカイバス横浜が運行された開国博Y150会期中の平日午後に期間限定の短時間コース「横浜クイックビューイング」を設定、通常コースが横浜駅東口発着に対してこのコースのみ桜木町駅発着とした[18]。

## スカイホップバス

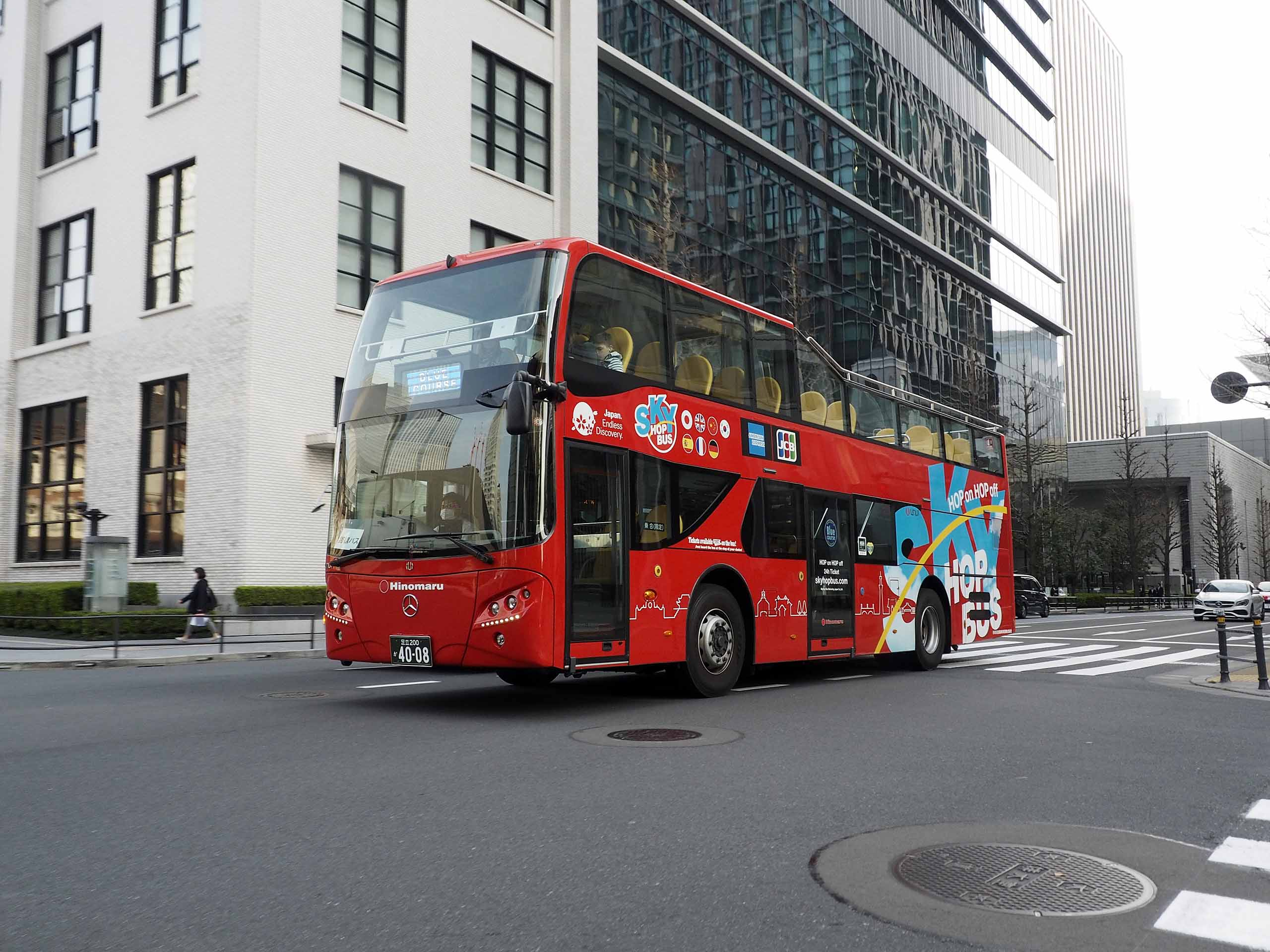
スカイホップバス（丸の内にて）

「スカイホップバス」は、コース上の観光地にバス停留所を設けて自由に乗降できるようにした路線バスである。東京と京都で運行されている（京都では傘下の明星観光バスが運行）。当初は自社で運営、その後2018年6月に当社・JTB・京阪バスの共同で「スカイホップバスマーケティングジャパン株式会社」が設立され、以降同社が運営・企画を行っている。
「スカイホップバス東京」は3つのコースを設定。スカイバス東京と同じ丸の内三菱ビル前バス停を起終点および各コース相互の乗り継ぎ拠点としている。
車両はスカイバスと同様だが、「スカイホップバス」ステッカーが貼られている。また、三菱ふそう・エアロバスに天窓を装備した車両で運行することもある（天候・季節に応じて使用）。2019年に導入したウンヴィ・ウルビスでは2階席オープンタイプの他に2階席の前半分をクローズドボディとしたハーフルーフタイプの車両を日本で初めて導入している。
イヤホンガイドによる音声ガイダンスでの観光案内が提供されている。対応言語は日本語・英語・中国語・韓国語・スペイン語・フランス語・ドイツ語。さらに2025年7月23日導入のWEB版ガイダンスではインドネシア語・タイ語・ベトナム語が追加された。
乗車券は各コース共通の一日乗車券タイプで、乗車当日のみ有効の当日券と乗車開始日から連続する2日間有効の2日間券（いずれも暦日単位）を設定。かつては暦日単位ではなく購入日時から24時間（1日券）/48時間（2日券）となっていた（例えば14時に購入した場合1日用は翌日の14時まで有効）。新型コロナウイルス禍後は48時間券の発売を中止、24時間券の他12時間有効の当日券を設定していた（2020年度には6時間/8時間/10時間券としていたこともあった）。
2012年6月30日から、東京で運行を開始した。丸の内を起点に当初は都内3方向へ運行。2018年11月からは六本木方面のコースがなくなり2コースで運行され、2021年4月より新宿・渋谷方面のコースが追加され3コース体制に戻った。

## 水陸両用バス スカイダック

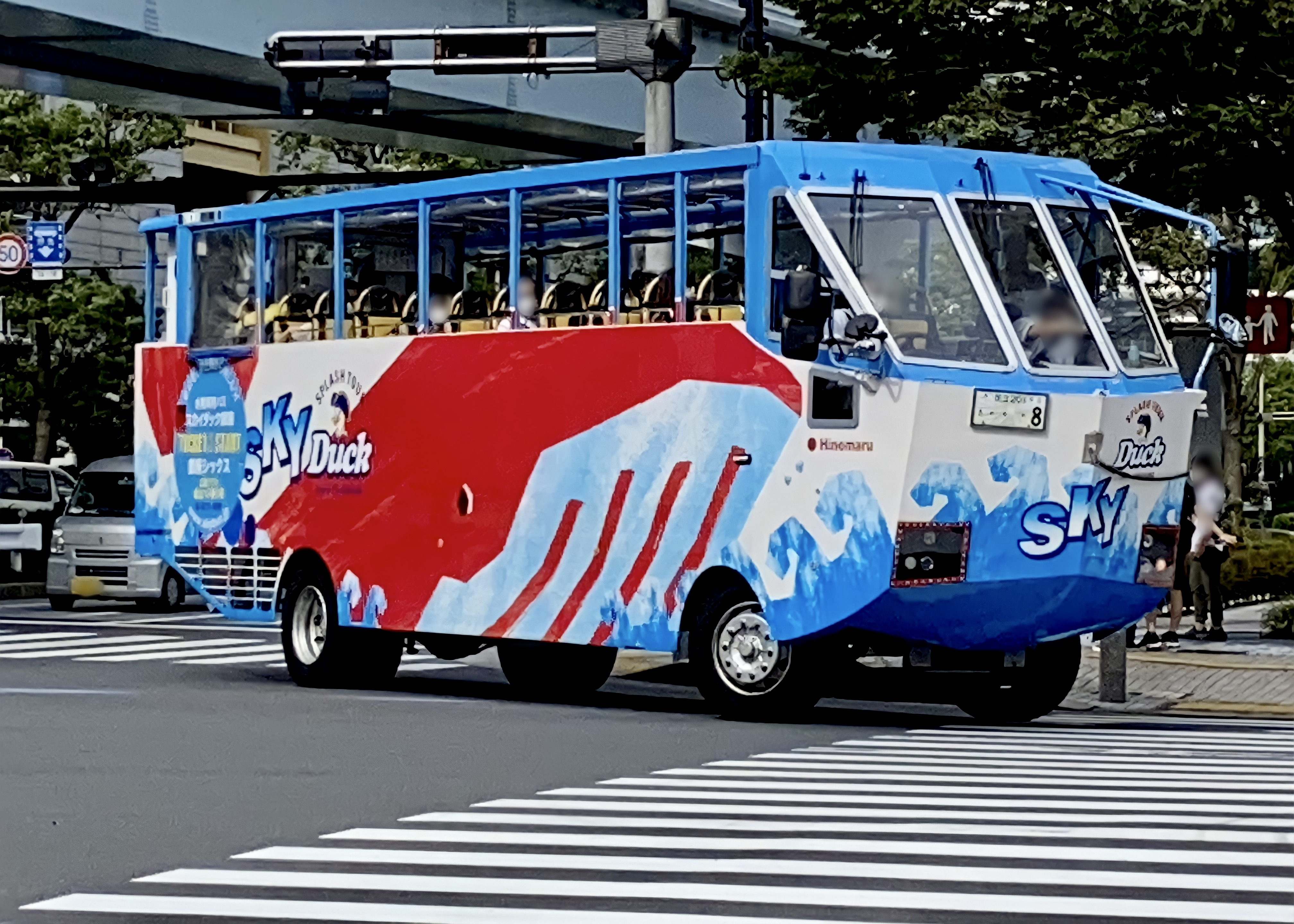
お台場地区を走行する水陸両用バス「スカイダック」

「スカイダック」は、水陸両用バスを用いた観光周遊バス（募集型企画旅行扱い）。東京（台場）と横浜で運行されている。
車両は初期のものはアメリカ・サウスカロライナ州のCAMI社製、増備車は墨田川造船製で、日本の法律に適合した陸用・水上用のエンジンが別々に搭載されている。乗務員は大型二種免許（陸上）、一級小型船舶免許（水上）を取得。ドライバーが船舶免許を持ち、水上で船長を務める。
2013年から東京初の水陸両用バスとして運行開始。3月17日から「東京スカイツリーコース」（とうきょうスカイツリー駅前営業所→旧中川スプラッシュポイント→同営業所）、18日から「亀戸コース」（亀戸梅屋敷→旧中川スプラッシュポイント→亀戸梅屋敷）の2コースで開始した。亀戸コースは2016年4月より運休となった。
2016年からは横浜で運行開始。横浜市のみなとみらい地区において、横浜の観光名所と水辺をシームレスで結び非日常体験を楽しむことを目的とする社会実験として7月27日より開始（一般利用は8月10日プレオープン、10月3日グランドオープン）。当初運行期間は2020年3月末までとされた。社会実験は2023年度で終了し、2024年度より本格運行となった。
2017年9月26日からは、東京テレポート駅と豊洲駅を水陸で結ぶ「スカイダック東京2017」の運行を開始した。のち、名称が「スカイダック台場」となったほか、豊洲駅発着のコースはなくなった。
このほか、2018年には銀座発着の「スカイダック銀座」も運行された（中央区の社会実験の位置づけ）。
2025年7月1日より、とうきょうスカイツリーコースが運休となり、運行は台場と横浜の2地区となった。

## 無料巡回バス
都心部において、地域企業をスポンサーにした無料巡回バスの運行を手がけている。
- 運行中
  - 丸の内シャトル
  - メトロリンク日本橋（2コース）
- 運行終了
  - 東京ベイシャトル
  - ニジガクスクールバス（東京ベイシャトル運行終了後に実証運行）

## 過去の受託運行
- 池袋駅 - 大江戸温泉物語ホテルニュー塩原・塩原かもしか荘送迎バス（予約制・運行受託）
- サンクスネイチャーバス（自由が丘）駒沢公園ルート：2004年 - 2012年まで受託[39]

## 車両
1970年以降、他社とは差別化した豪華仕様のバスを導入開始し、さらに進める形で1980年代にはドイツ製の輸入車両を相次いで導入、以後の同社の観光バスの特徴となっている。2007年7月現在の輸入車はネオプラン31台・デザインライン8台となっており、これは2007年7月現在の在籍車両の23%に相当する。日本製の車両は大半が三菱ふそう車であるが、2006年には同社としては久しぶりの日野車としてセレガ、無料巡回バスや契約輸送では日野・ブルーリボンシティハイブリッドや日野・レインボーIIが導入されている。
貸切車には全て愛称がつけられており、同社のスタンダード貸切車は「ウエストコースト(West Coast)」である。同業他社の買収直後は、その事業者の車両を引き継いで使用しており、例えば東日本観光バスから引き継いだ車両については「East J」というロゴを「East Coast」に変更した程度でそのまま使用していた。現在使用されていない愛称として「グランプリ(Grand Prix)」、「コンコルド(Concord)」、「ゴールドラッシュ(Gold Rush)」などがあった。
特徴的な車両としては、ネオプラン・スカイライナー（ダブルデッカー）の後半部分を中2階構造とした「アメリカンドリーム(American Dream)」や、2階席がオープン構造になっているオープントップバス「スカイバス」、左ハンドルのまま使用しているネオプラン・スターライナー「ベガス(Vegas)」などがある。特に、スターライナーは日本全国でも14台しか輸入されていない上、左ハンドルでのスターライナー導入は日本唯一の事例。また、無料巡回バスに使用されているデザインライン車も、営業車両としては日本唯一の導入例である。
「スカイバス」の車両については、ネオプラン・スカイライナー15台（2階の座席数52席、台数は他社貸し出し中の車両を含む）・スペースライナー5台（座席数48席）をオープントップに改造した車両が使用される。スカイライナーは屋根を取り去っているが、2013年導入分とスペースライナーは幌で簡易な屋根がかけられるようになっている（乗用車の「キャンバストップ」と同様）。またスカイホップバスには三菱ふそう・エアロバスを改造したサンルーフ付きバス（座席数49席）も導入されている。2019年からはメルセデス・ベンツOC500LEシャーシにスペイン・ウンヴィ 製ボディ"Urbis"を架装した車両が導入され、スカイホップバス向けの車両の一部は2階席の前半分を屋根と空調付きにしたハーフルーフタイプとなる。
2024年10月よりスカイバス東京、スカイホップバス、無料巡回バスでユーグレナ製の次世代バイオ燃料「サステオ」を使用している。

### 貸切車

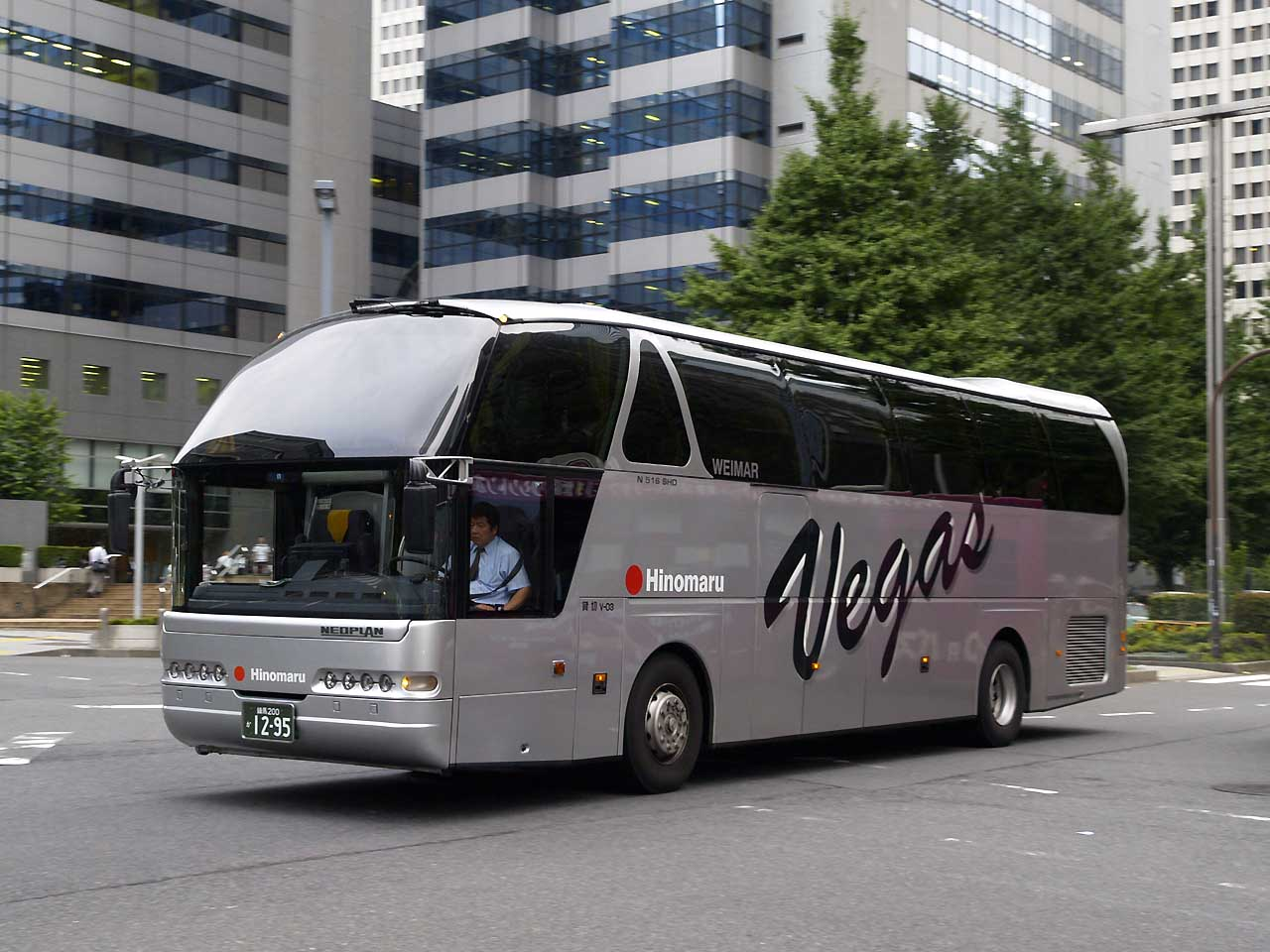
「ベガス」（ネオプラン・スターライナー）
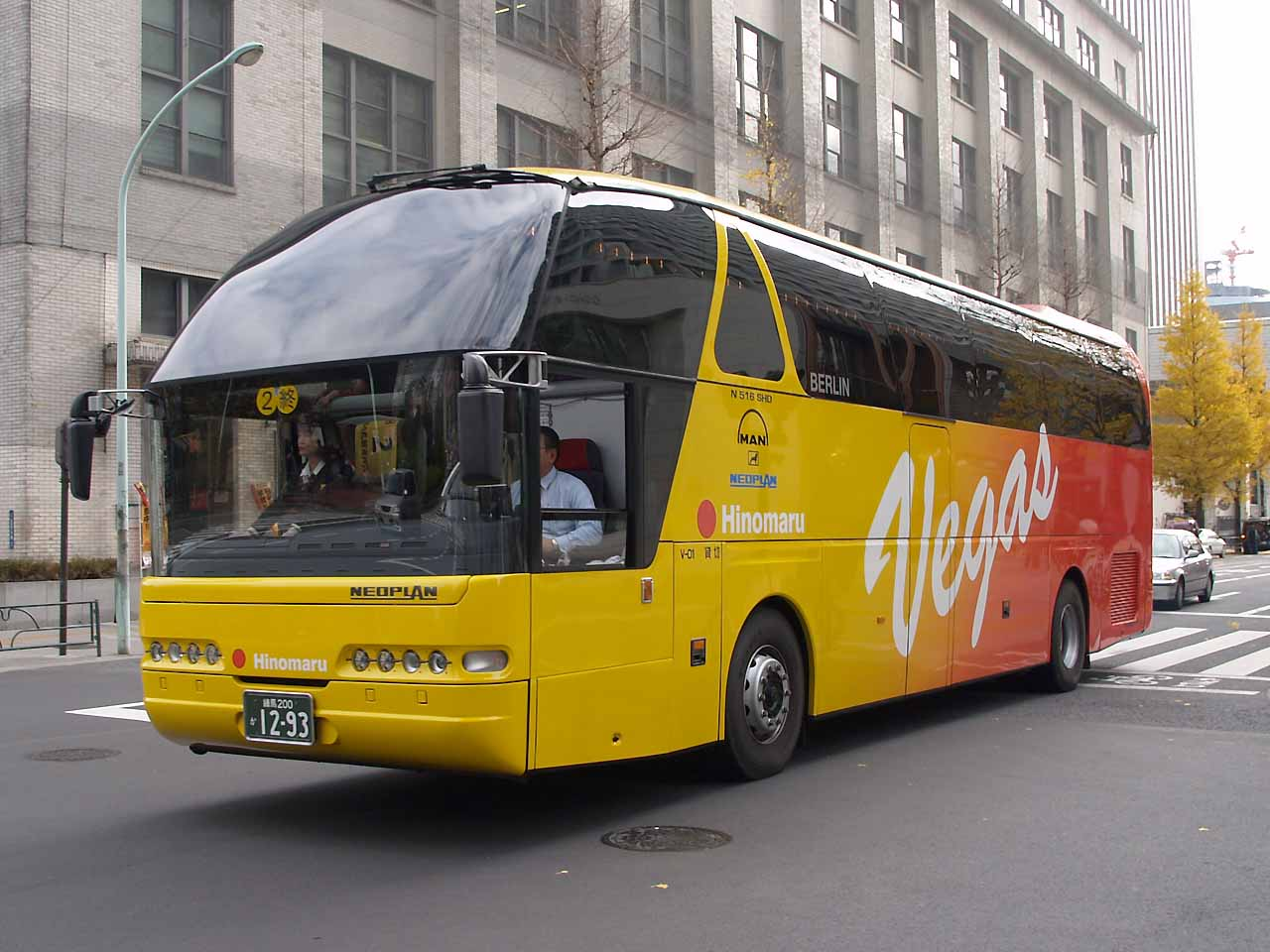
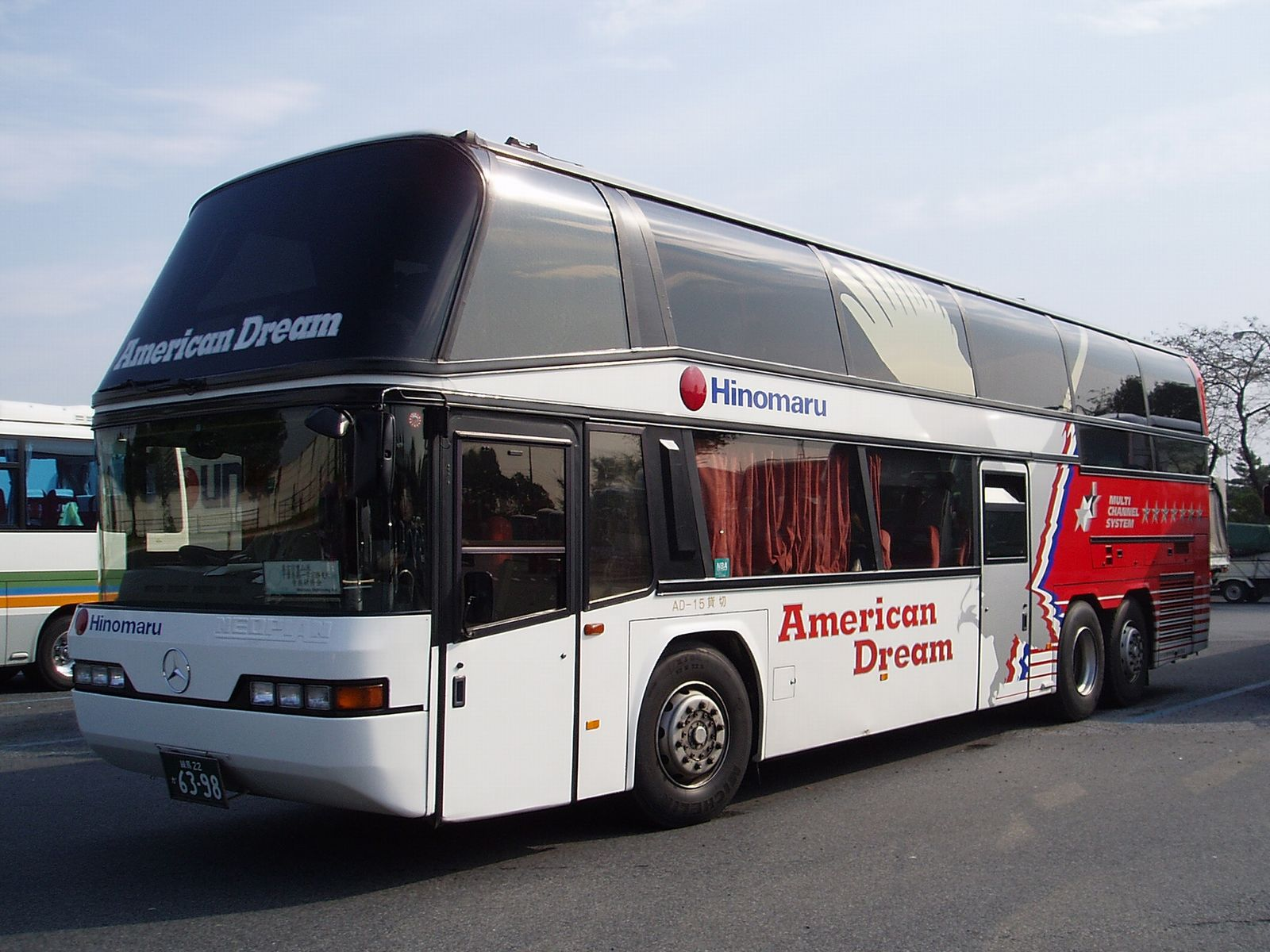
「アメリカンドリーム」（ネオプラン・スカイライナー）
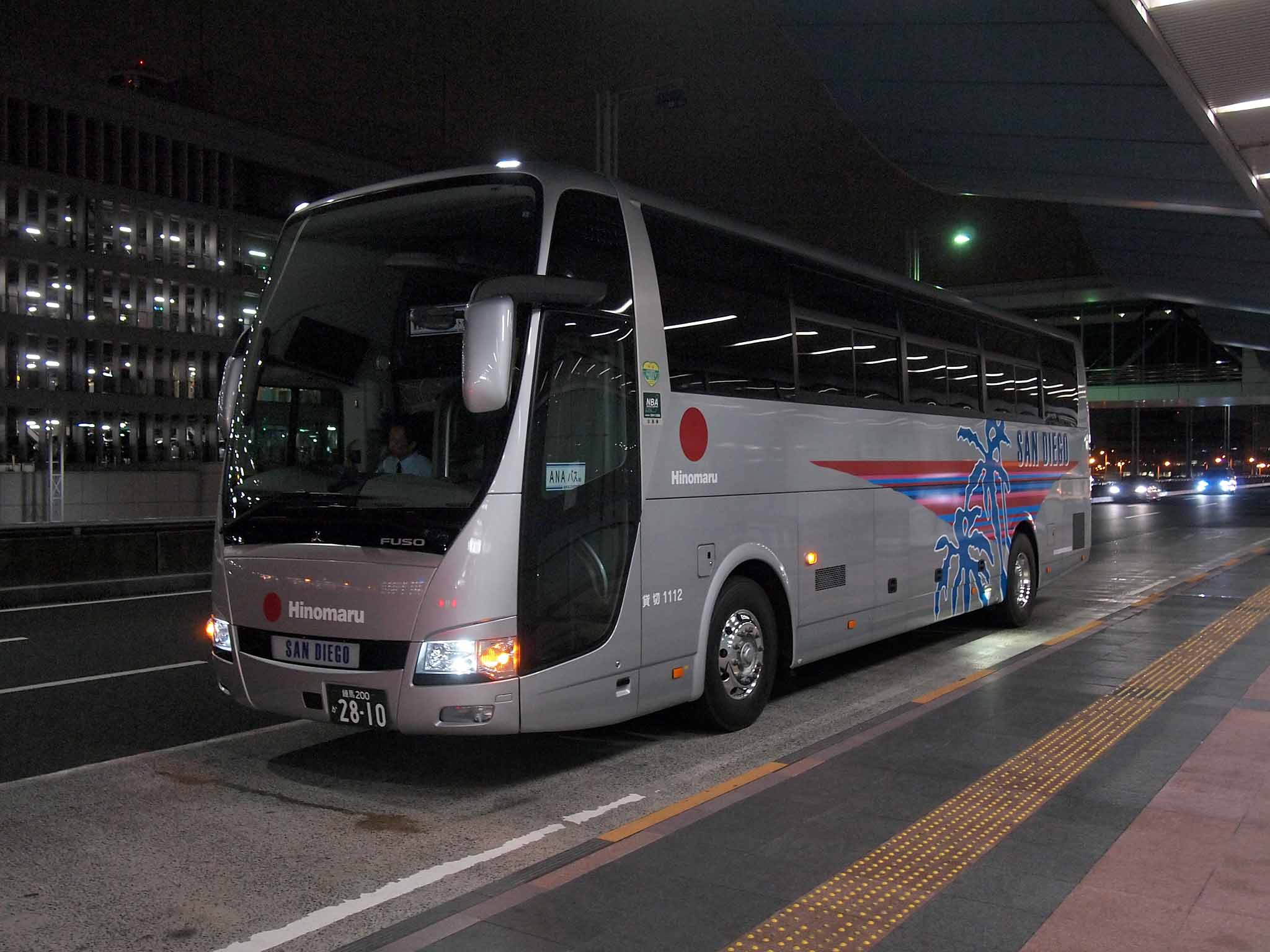
「サンディエゴ」（三菱ふそう・エアロクィーンMS9）
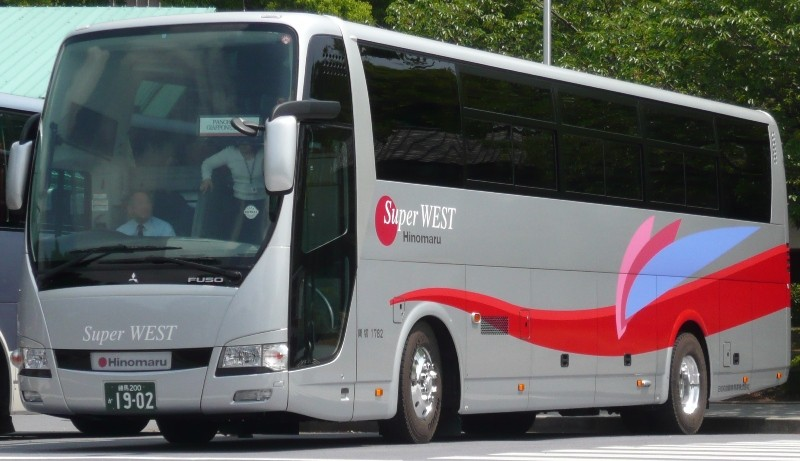
「スーパーウェスト」（三菱ふそう・エアロクィーンMS9）
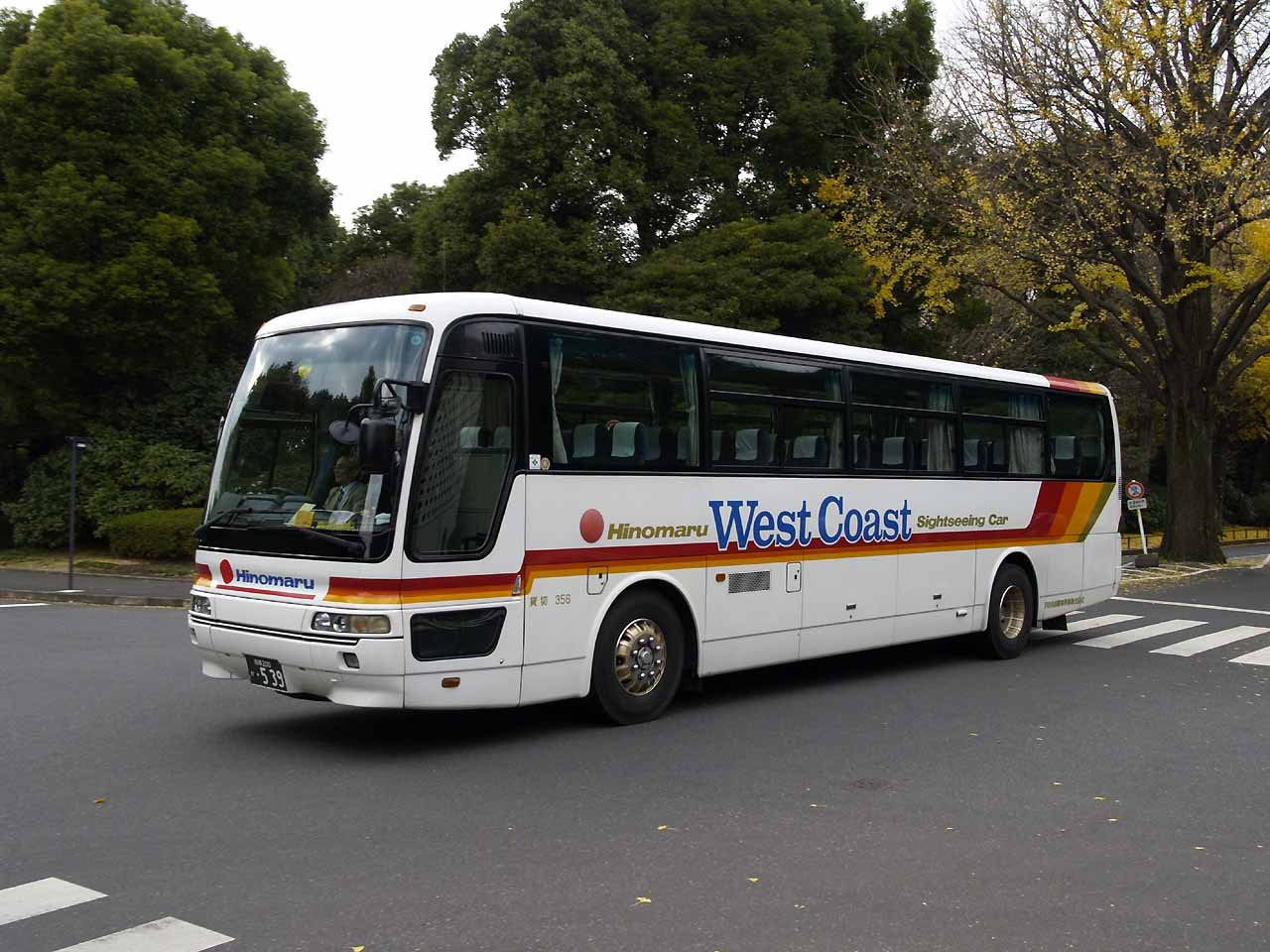
「ウエストコースト」（三菱ふそう・エアロバス）
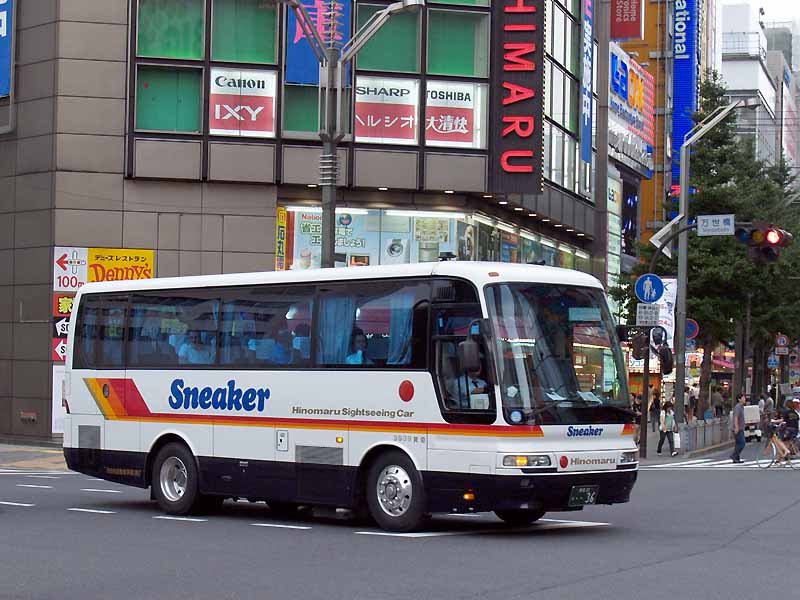
「スニーカー」（三菱ふそう・エアロバスMM）
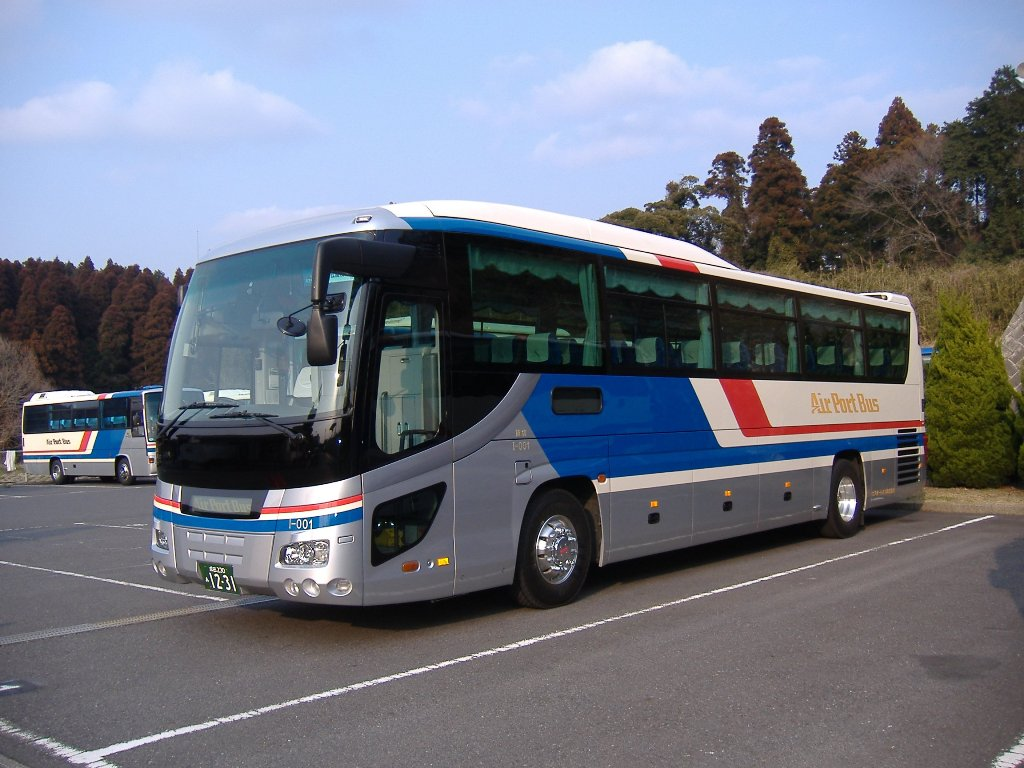
「エアポート事業部」（いすゞ・ガーラハイデッカー）

### 無料巡回バス・契約送迎バス（路線バスタイプ）

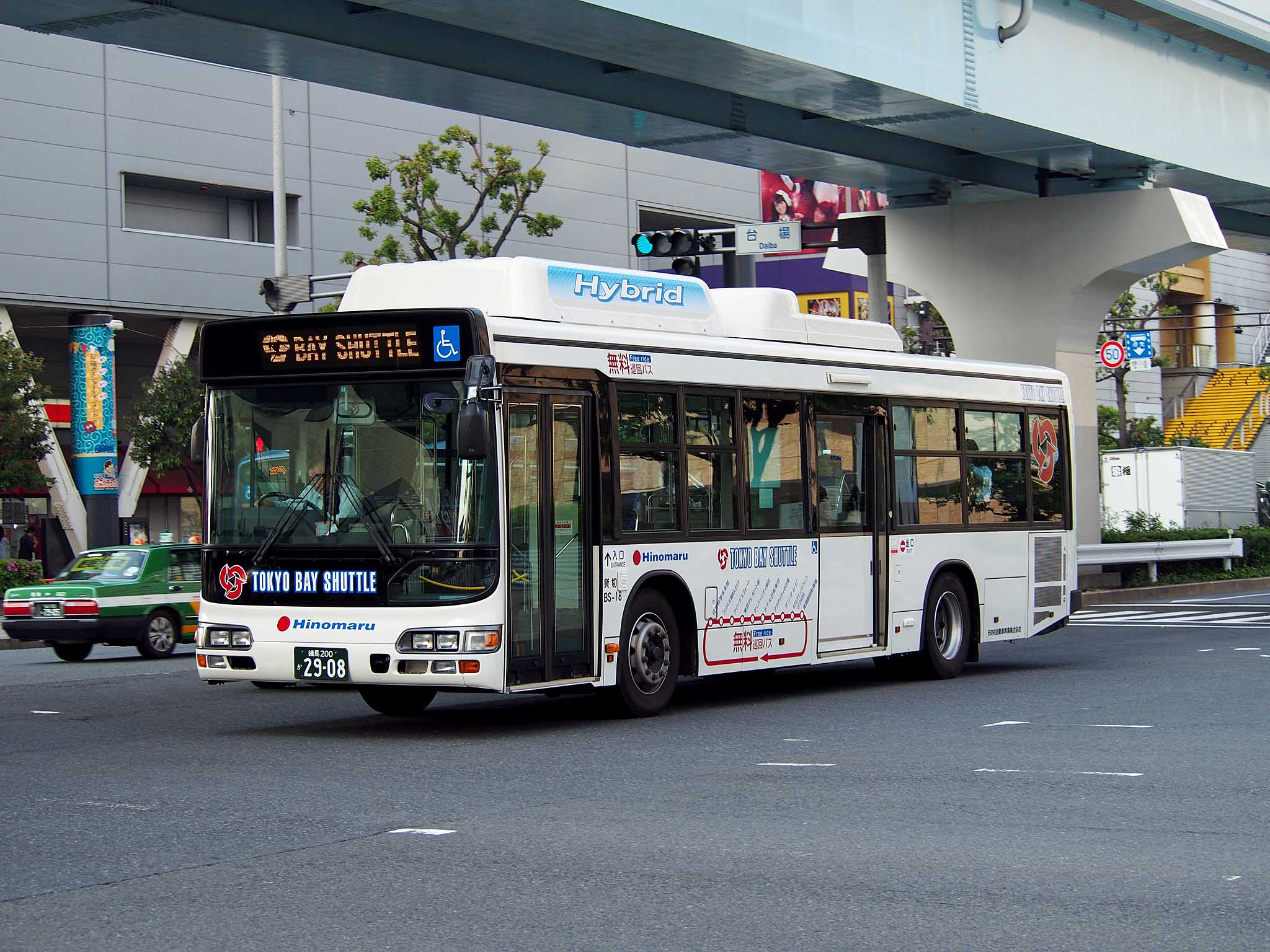
「東京ベイシャトル」（日野・ブルーリボンシティハイブリッド）
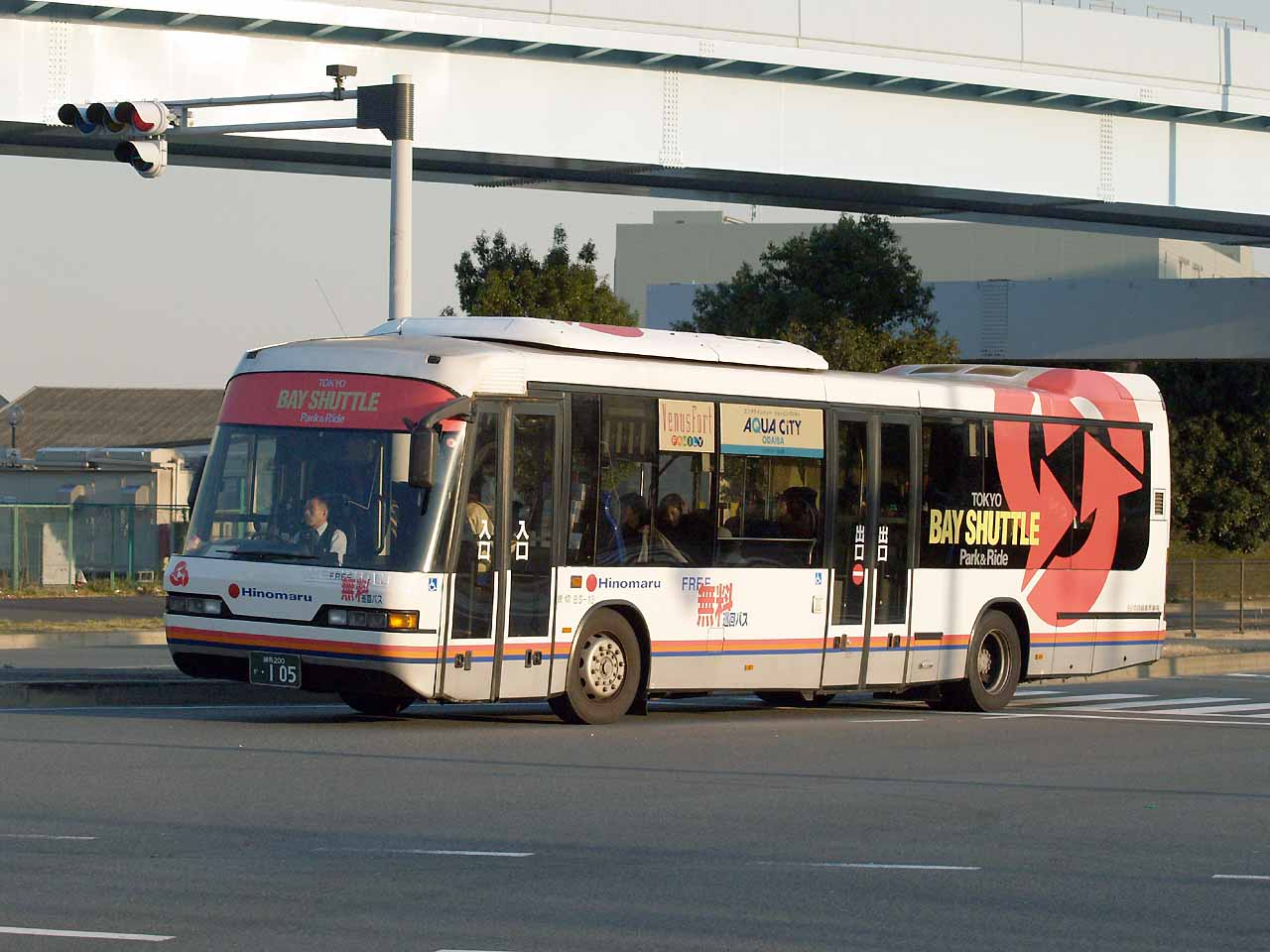
「東京ベイシャトル」（ネオプラン・N3016/2）改修前
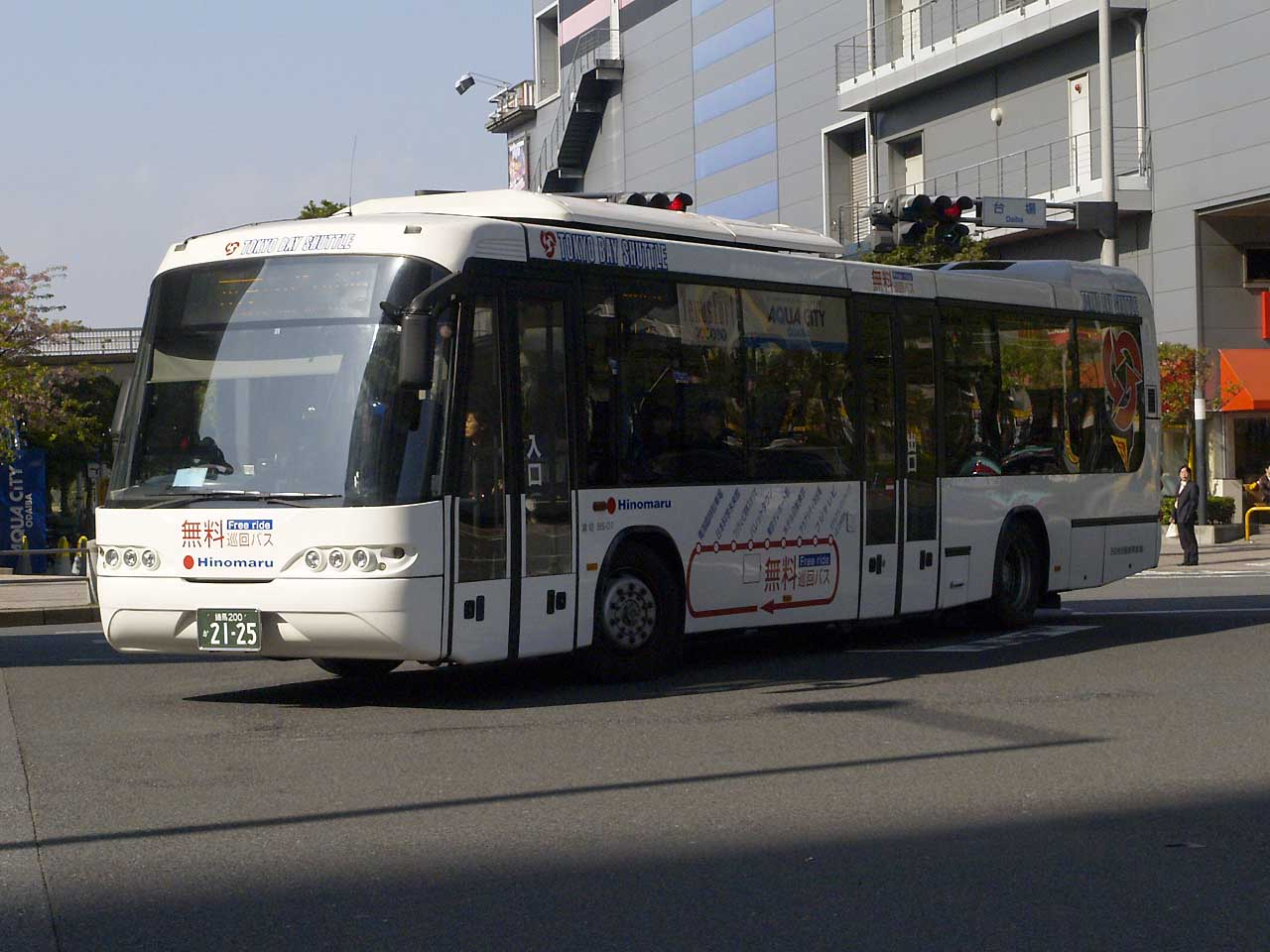
「東京ベイシャトル」（ネオプラン・N3016/2）改修後
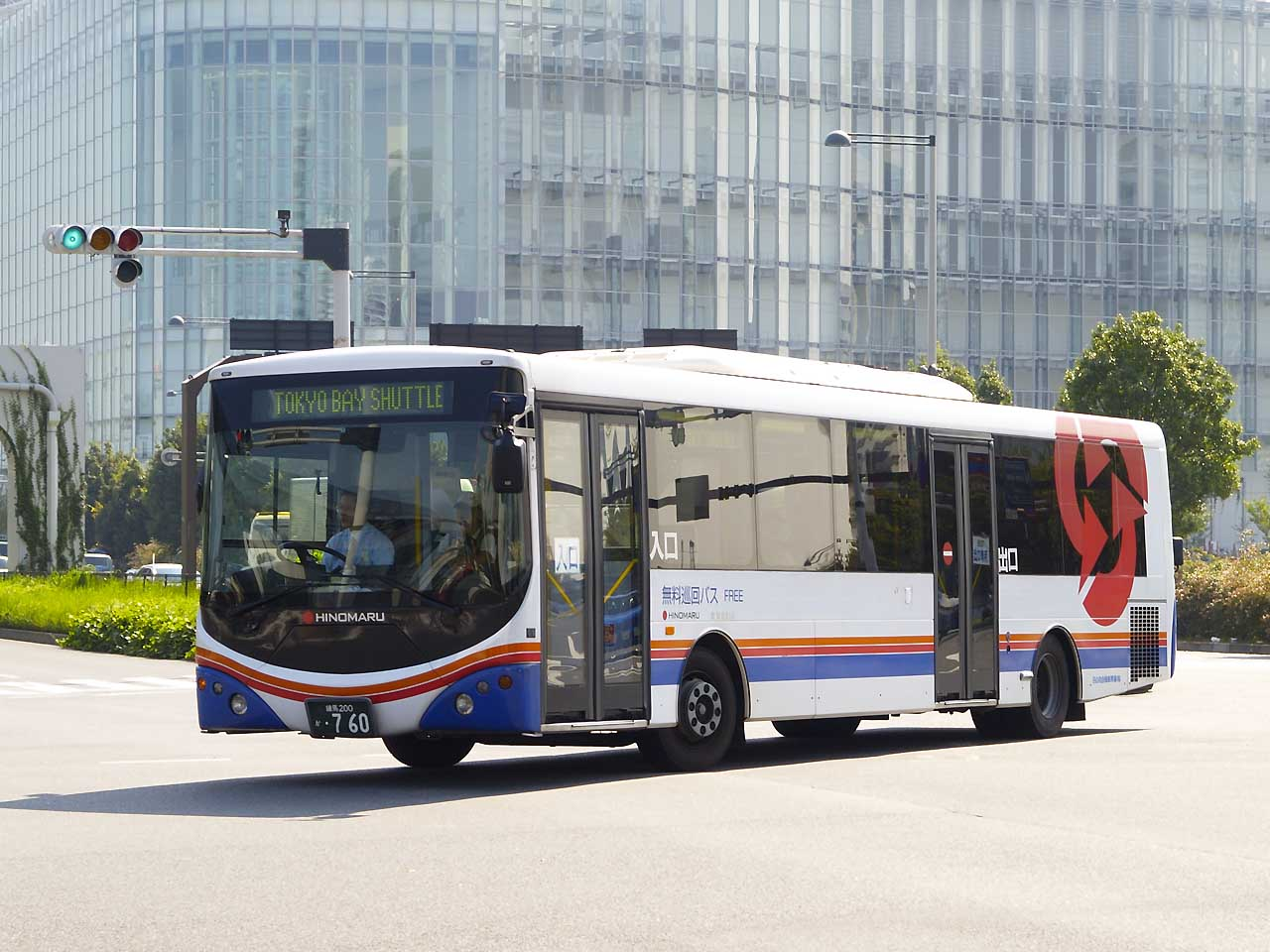
「東京ベイシャトル」（デザインライン）
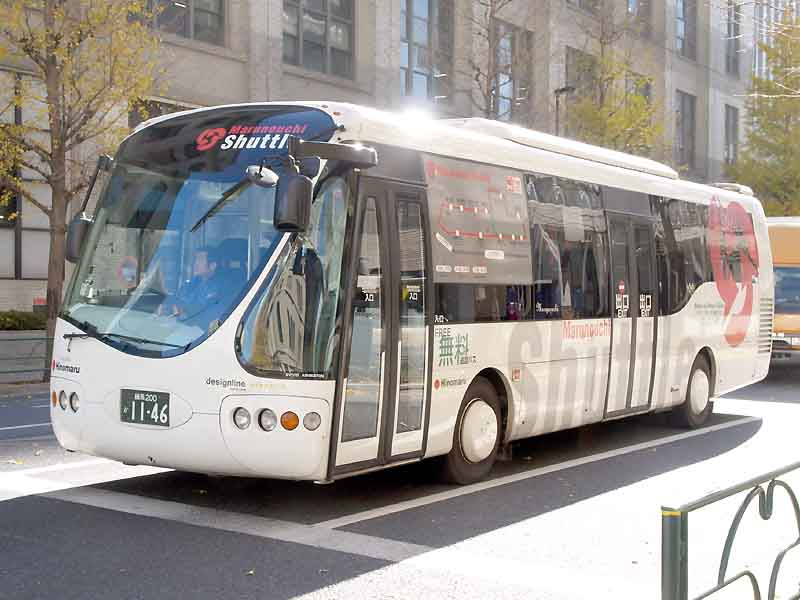
「丸の内シャトル」専用車（デザインライン・オリンバス）
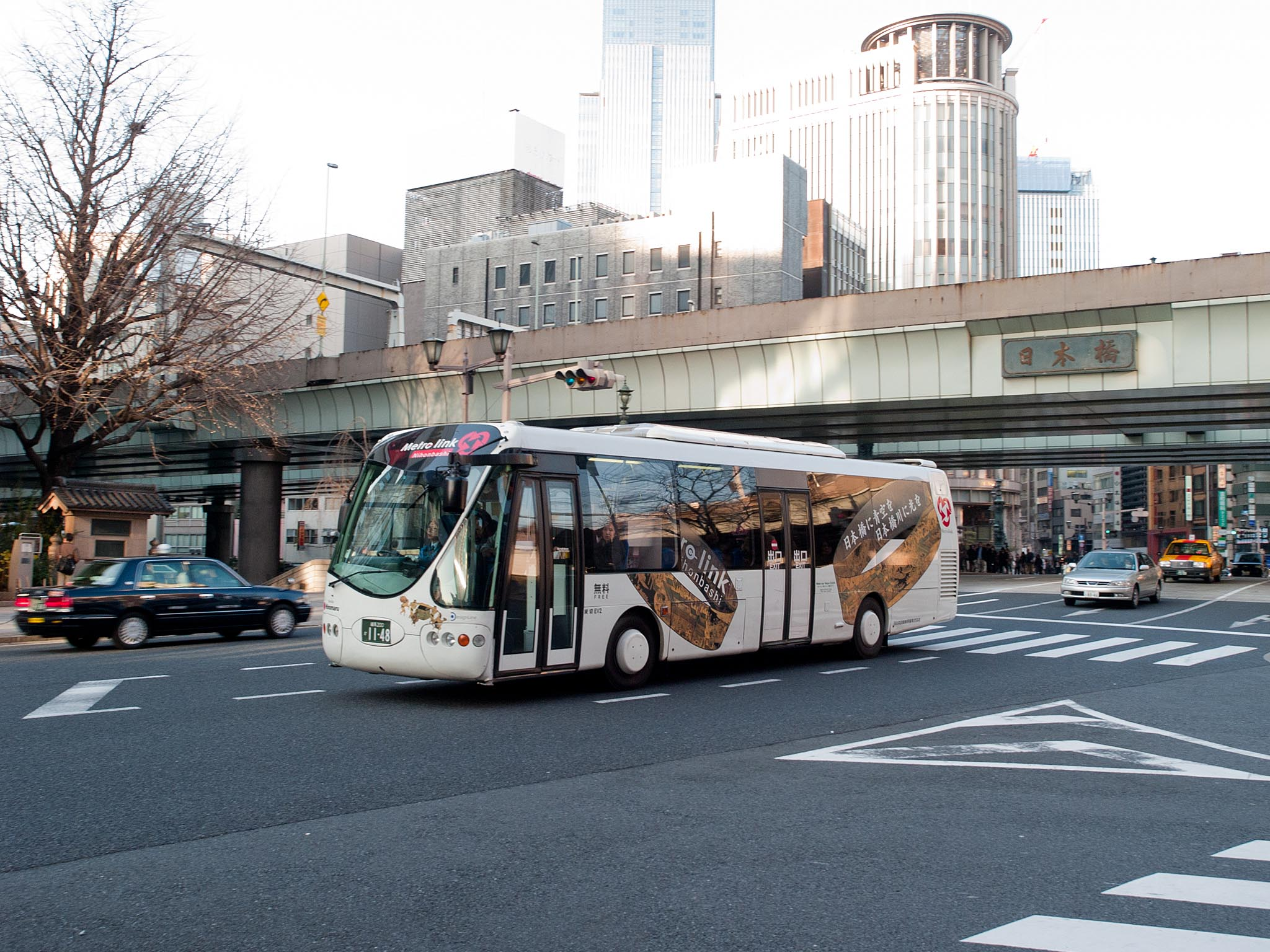
「メトロリンク日本橋」専用車（デザインライン・オリンバス）
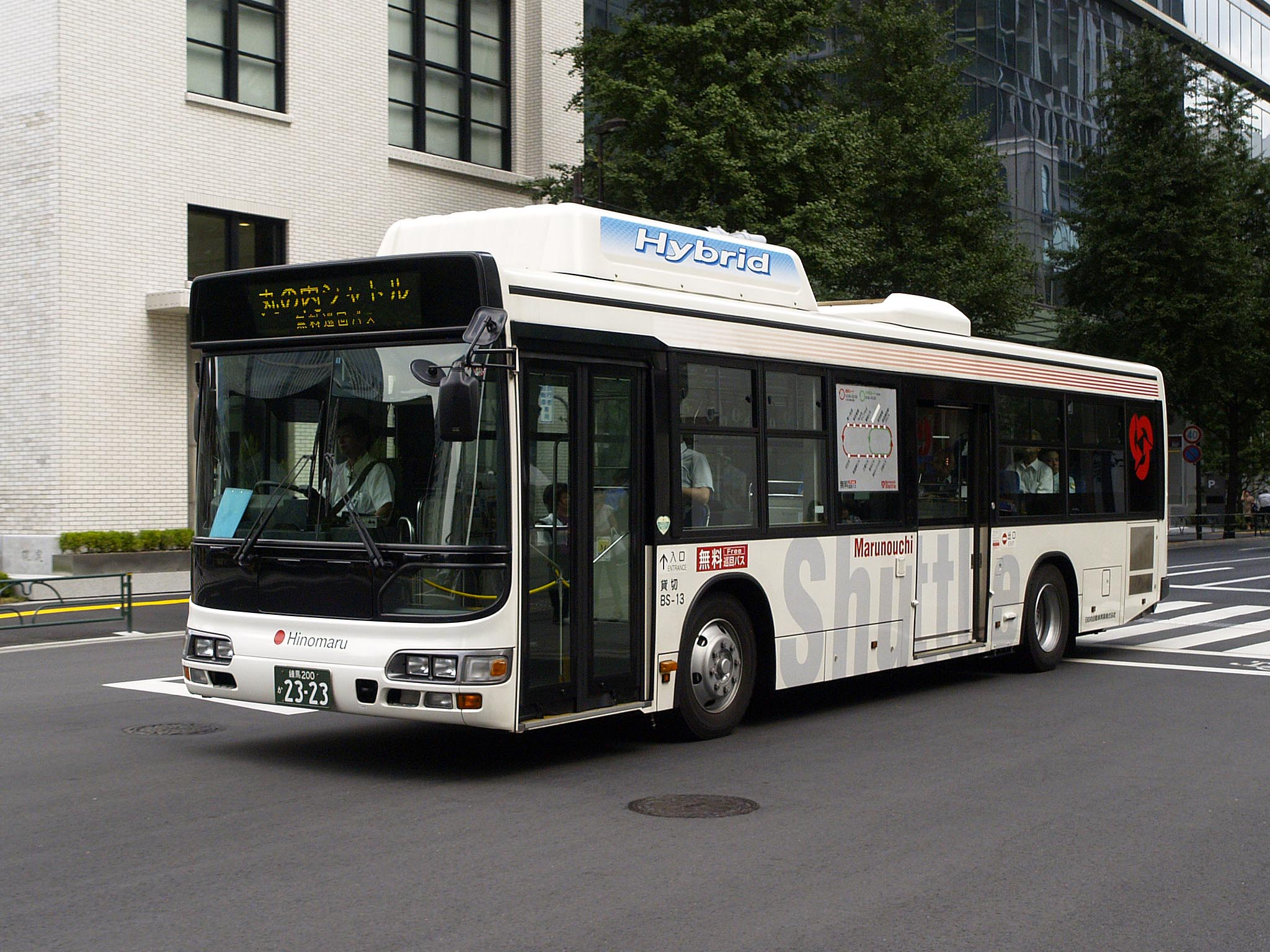
「丸の内シャトル」専用車（日野・ブルーリボンシティハイブリッド）
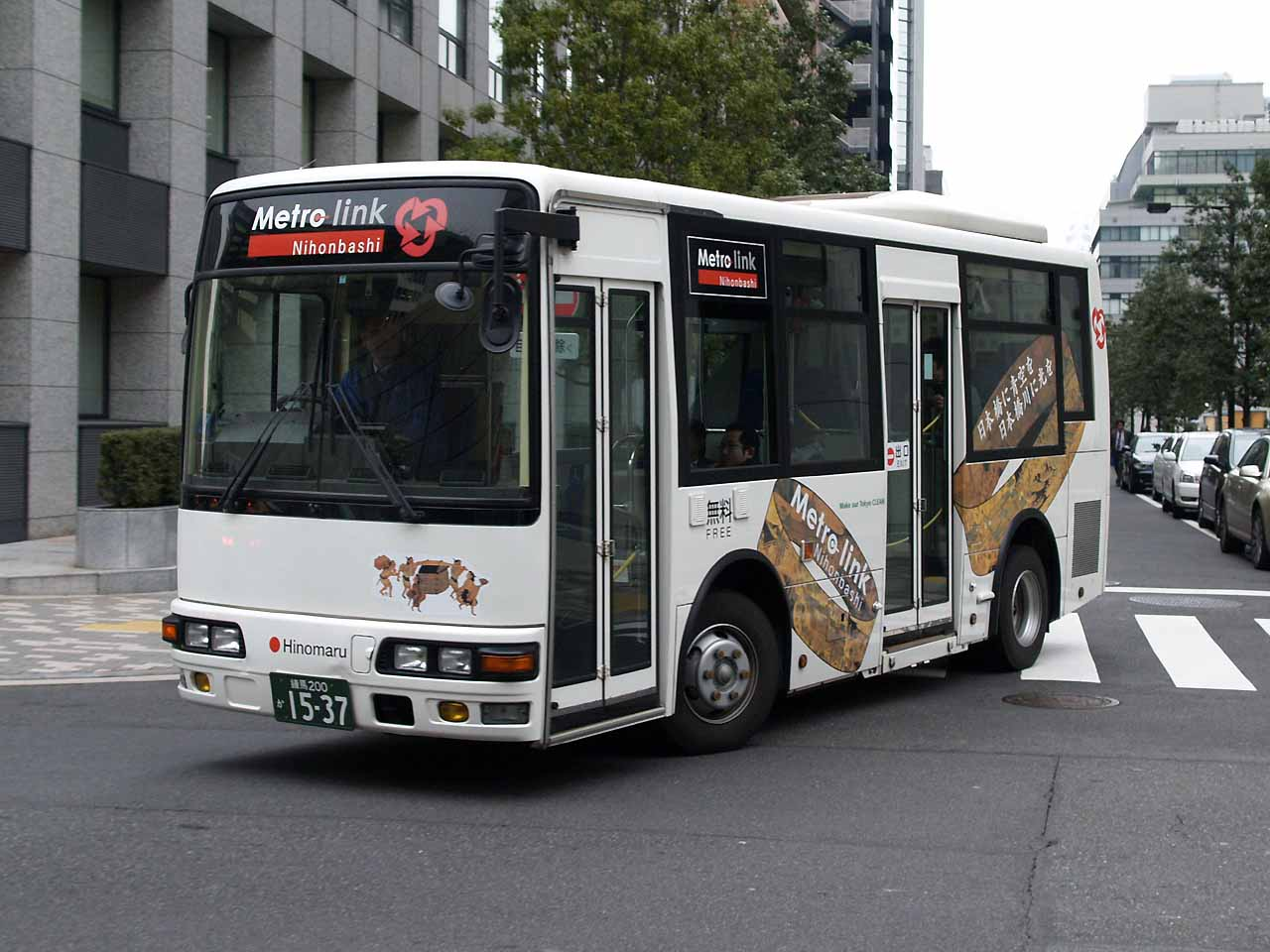
「メトロリンク日本橋」専用車（三菱ふそう・エアロミディME）
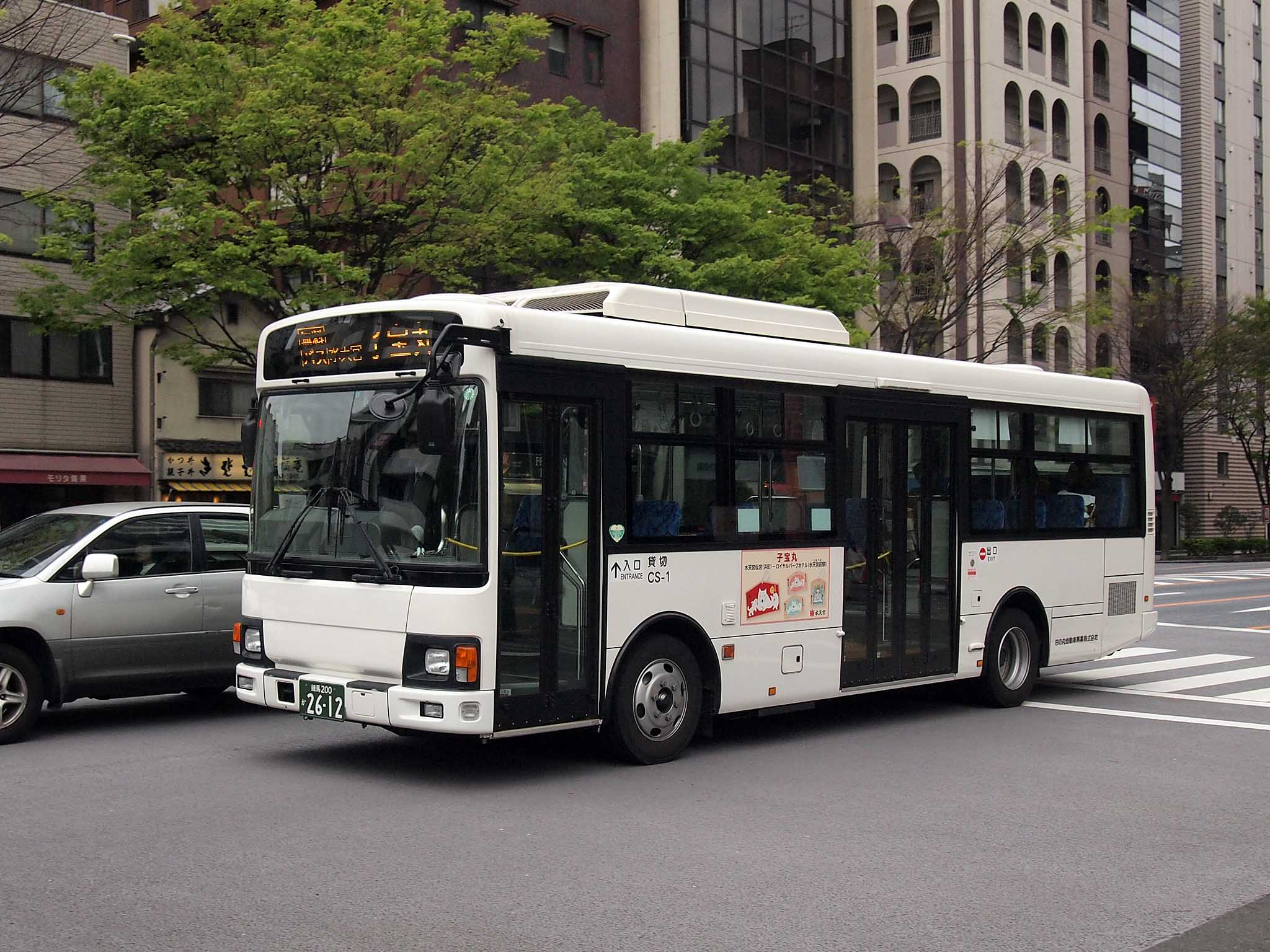
日野・レインボーII
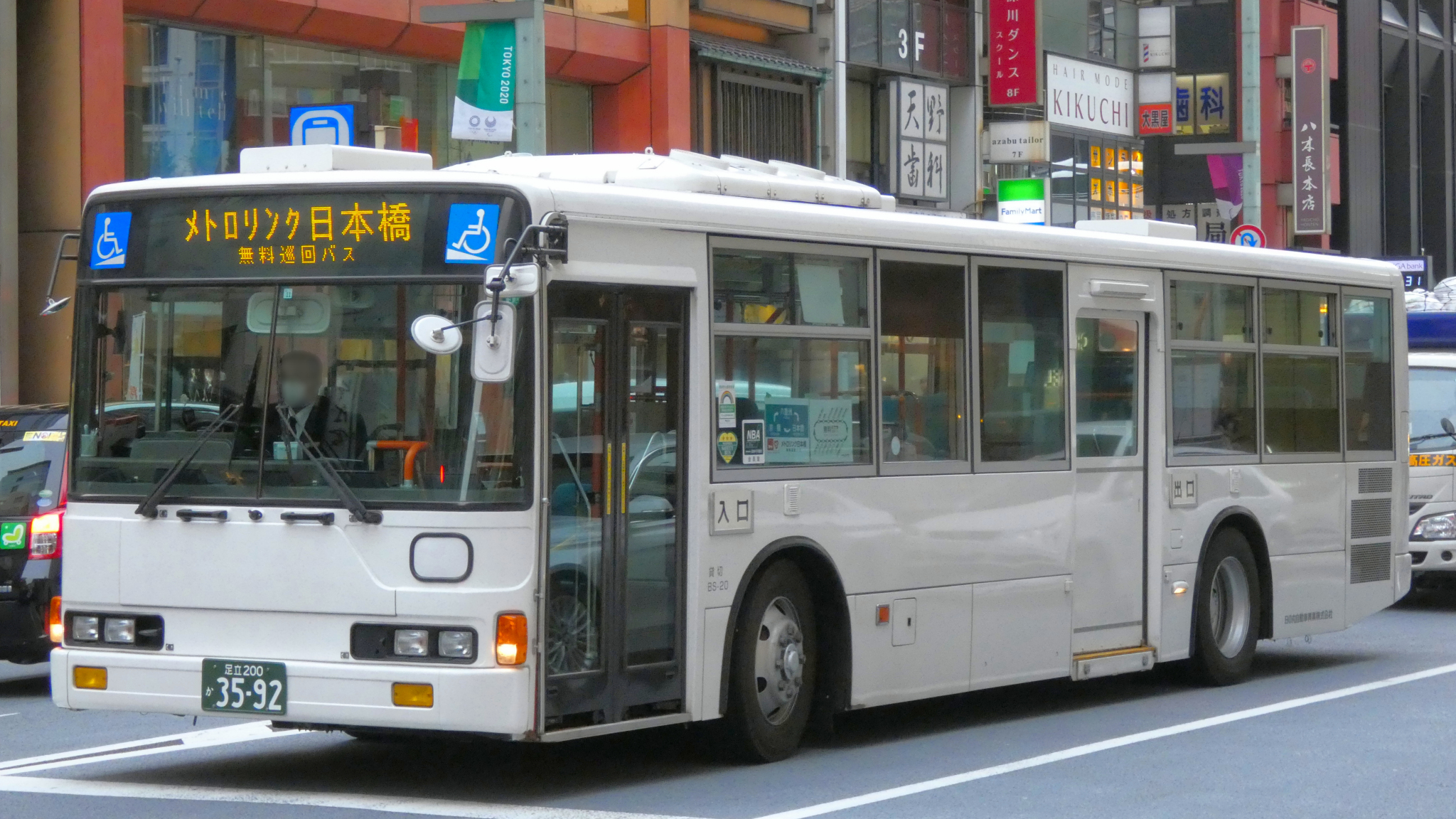
三菱ふそう・エアロスターノンステップ （神奈川中央交通からの譲受車）

### スカイバス車両

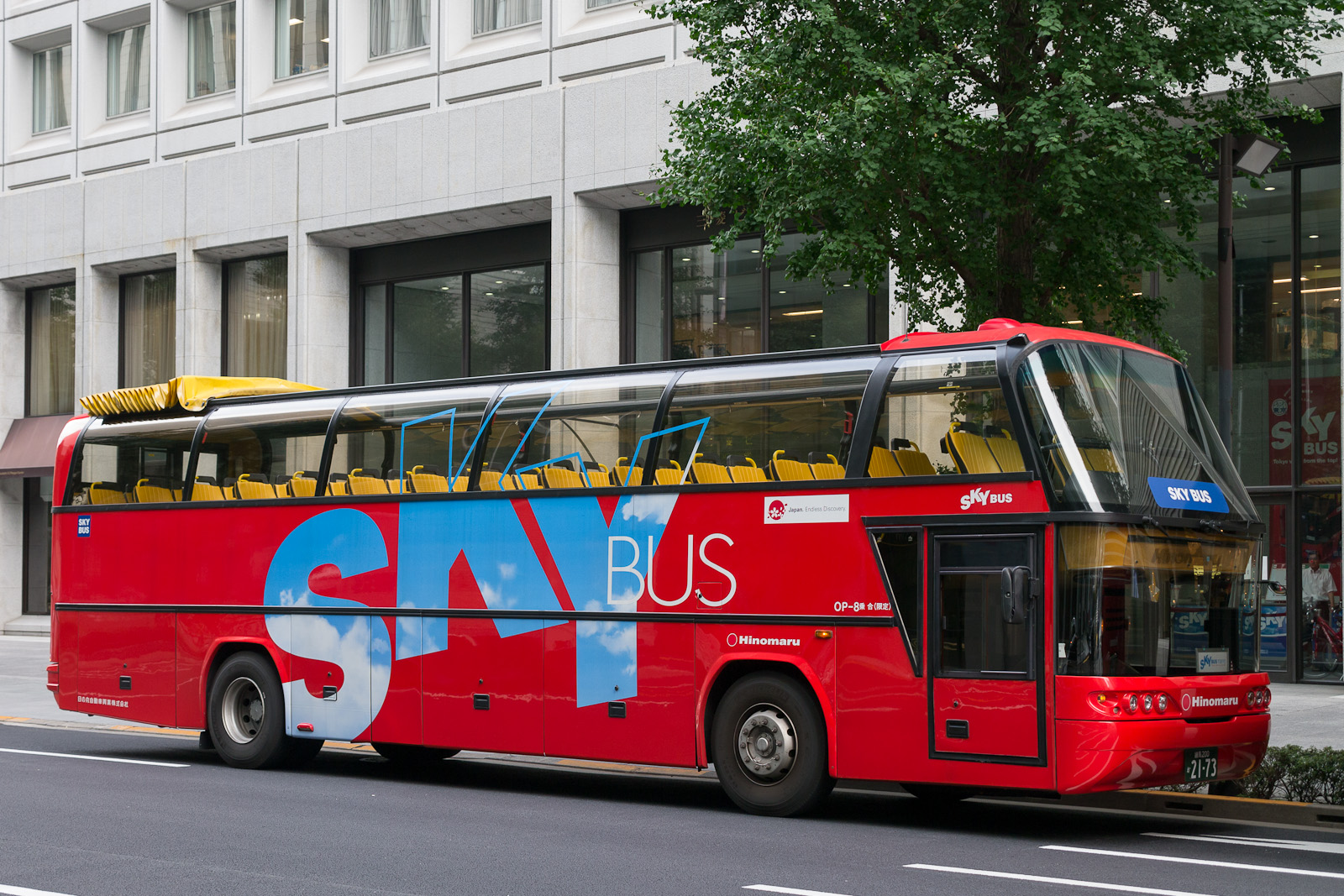
スペースライナー改造車
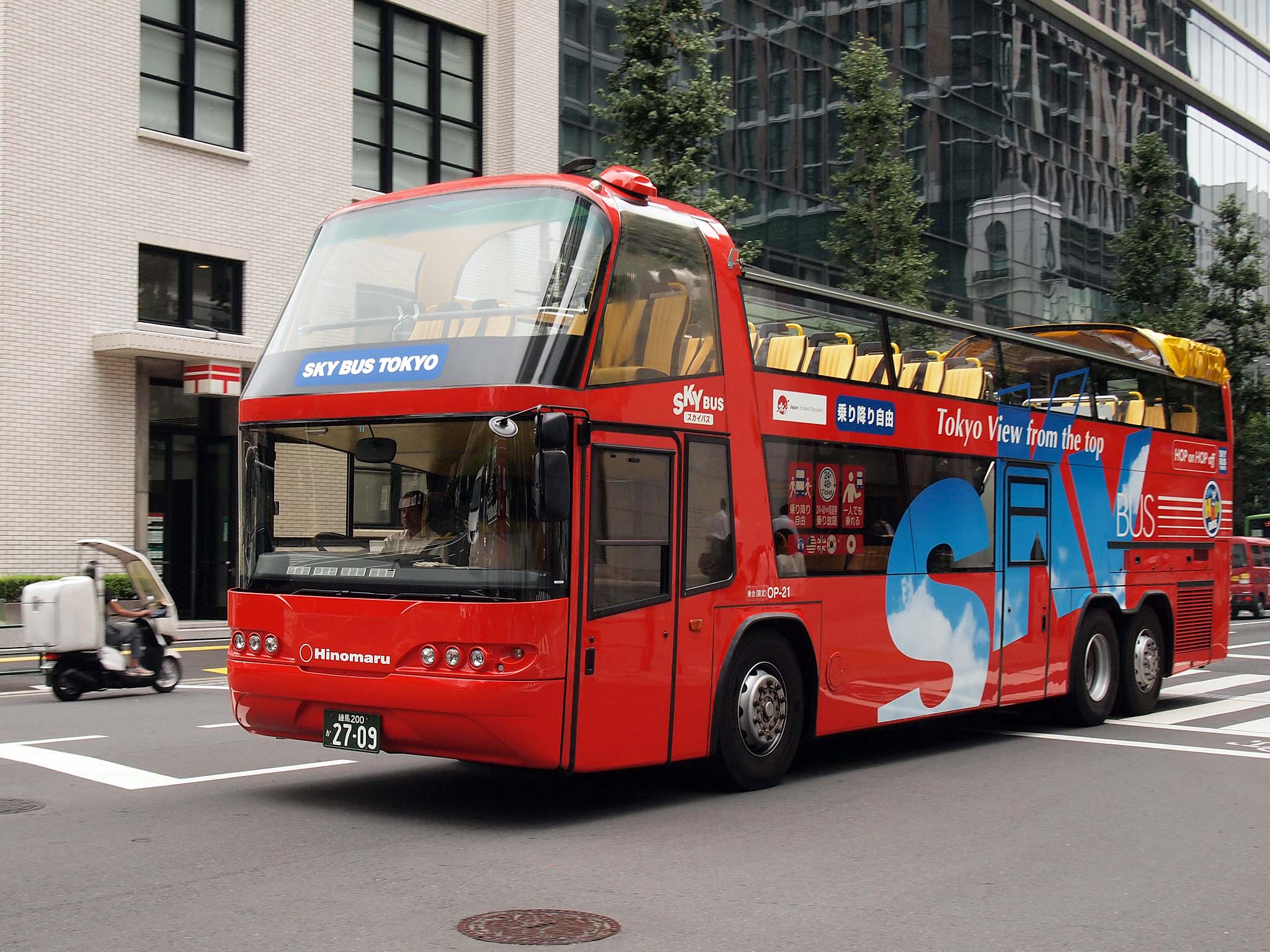
幌屋根が装備された2013年導入車両
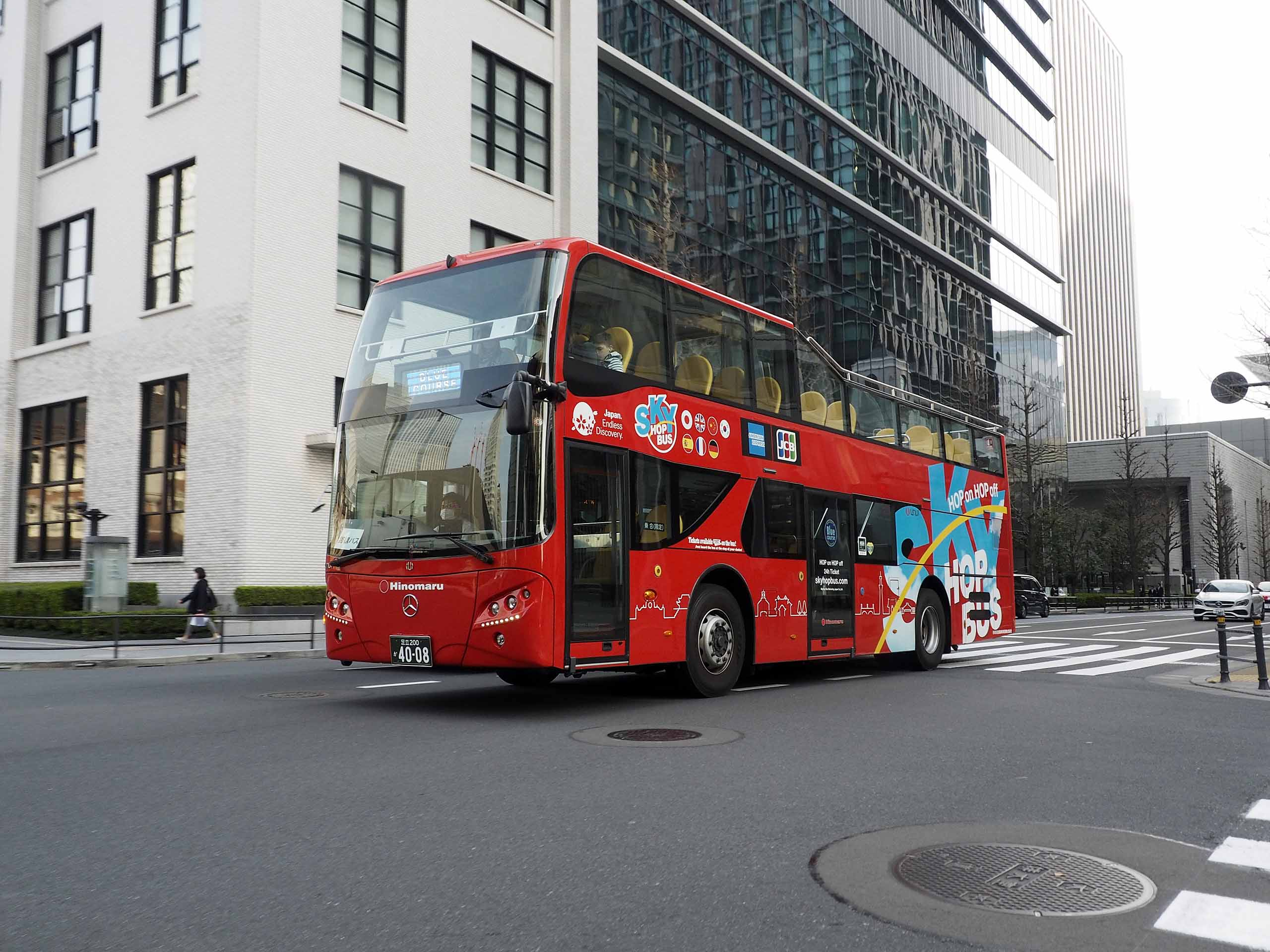
ウンヴィ・ウルビス（ハーフルーフタイプ）
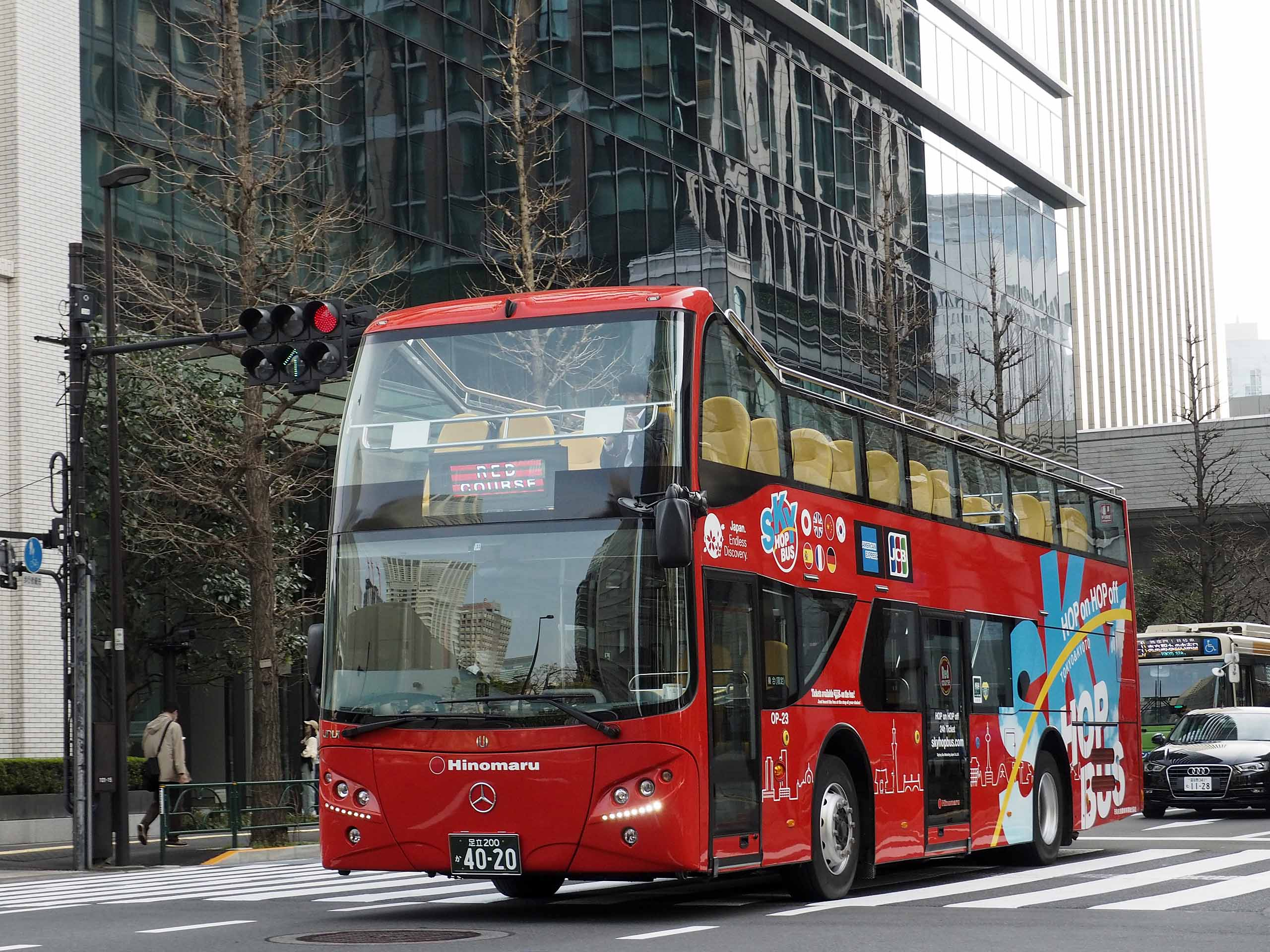
ウンヴィ・ウルビス（フルオープンタイプ）
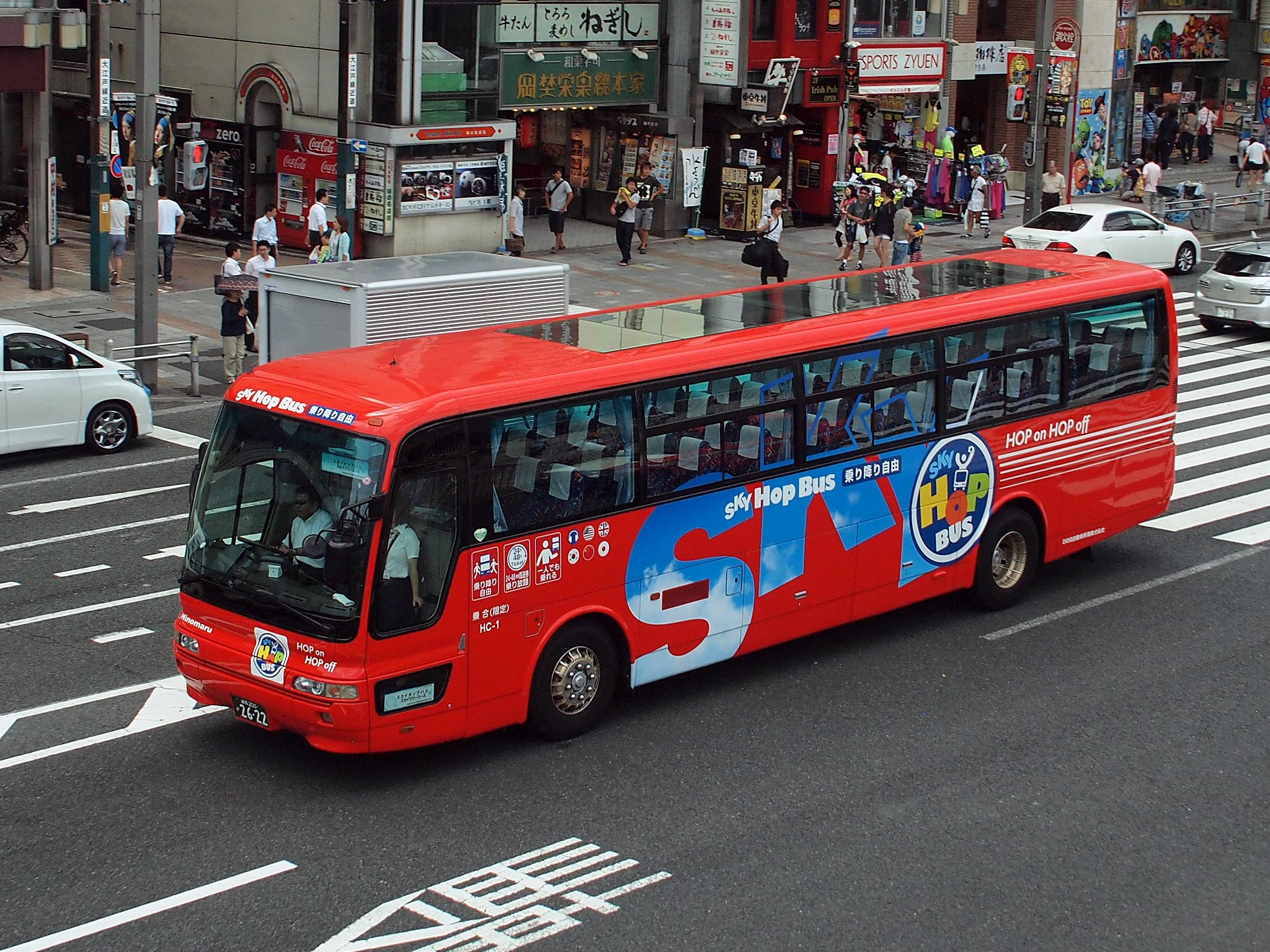
天窓付き三菱ふそう・エアロバス

### 過去の車両

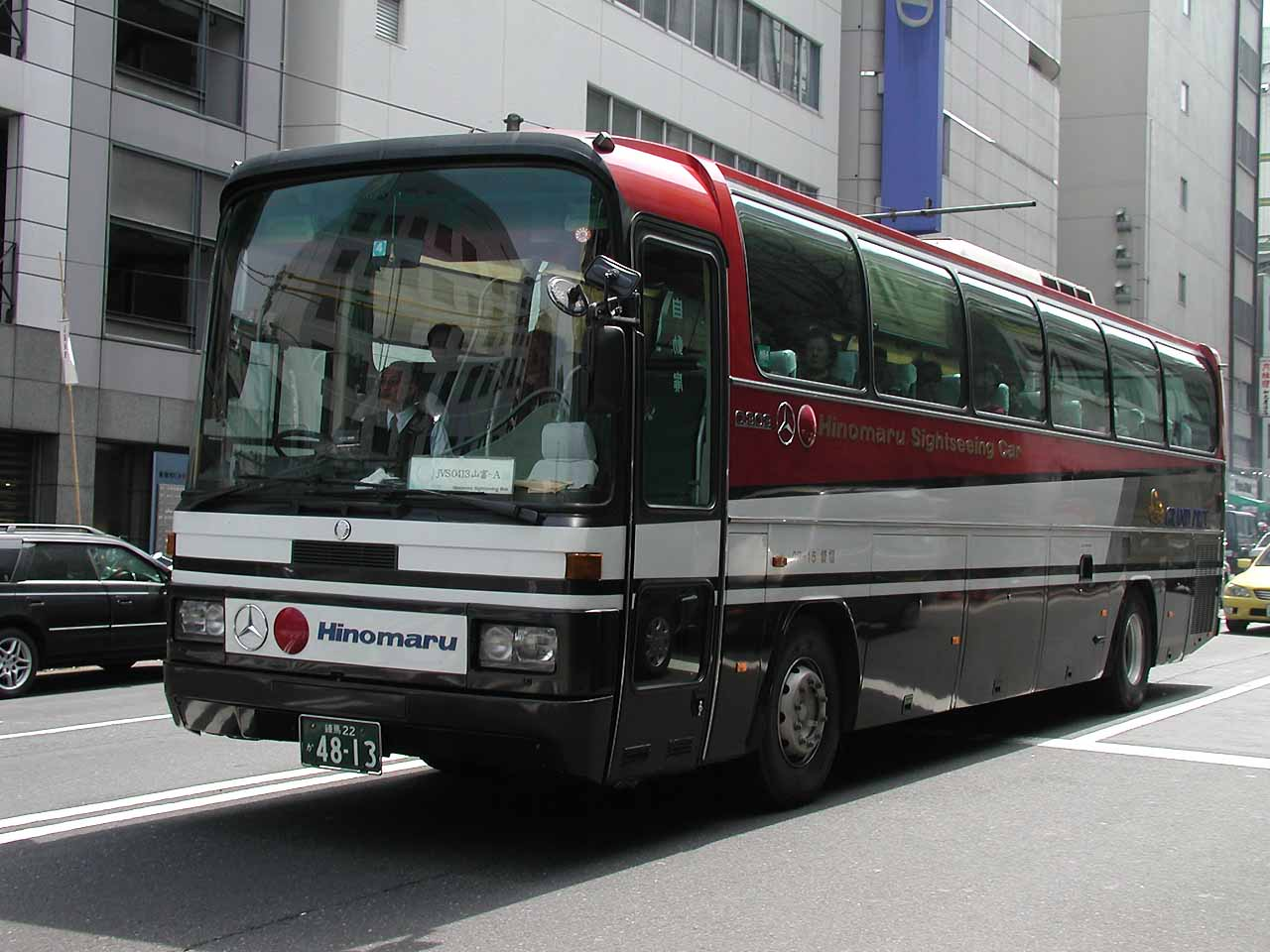
「グランプリ」（メルセデスベンツ・O303）
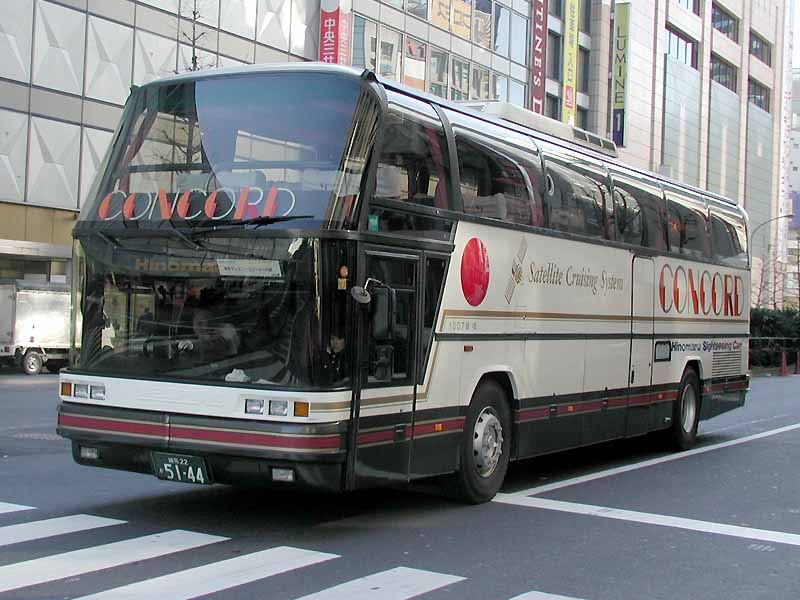
「コンコルド」（ネオプラン・スペースライナー）
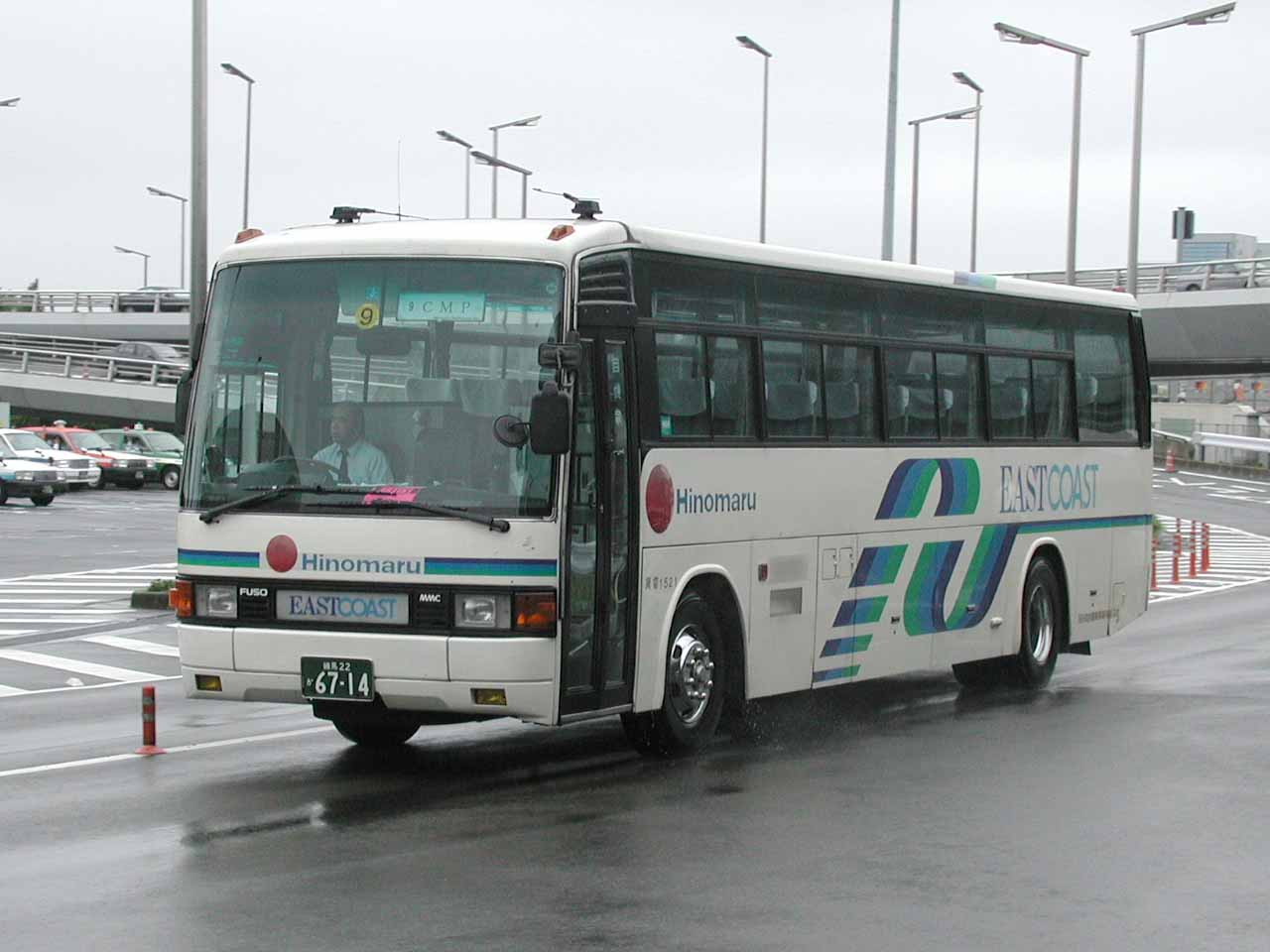
「イーストコースト」（三菱ふそう・エアロバス）
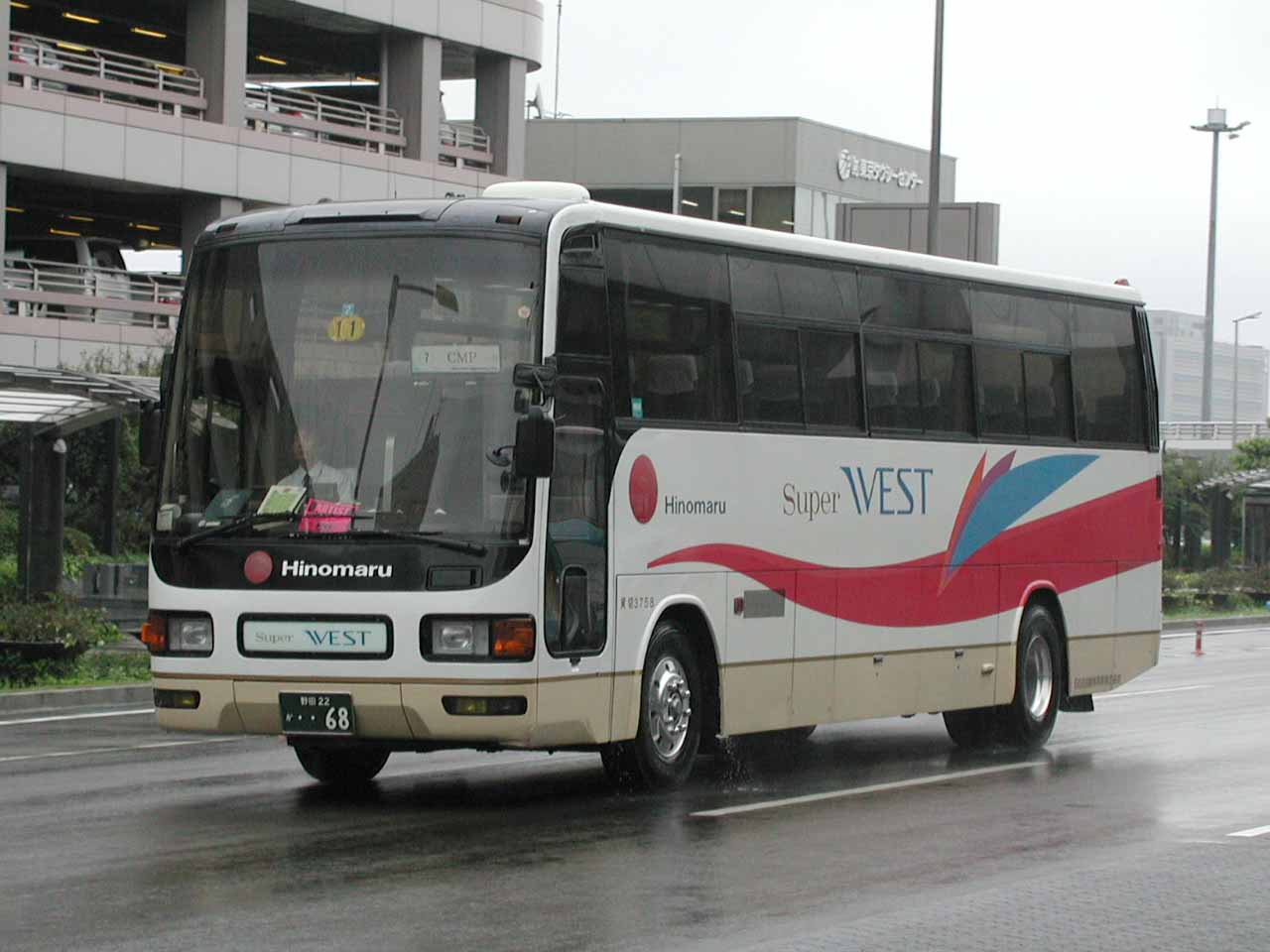
「スーパーウェスト」（三菱ふそう・エアロクィーンM）
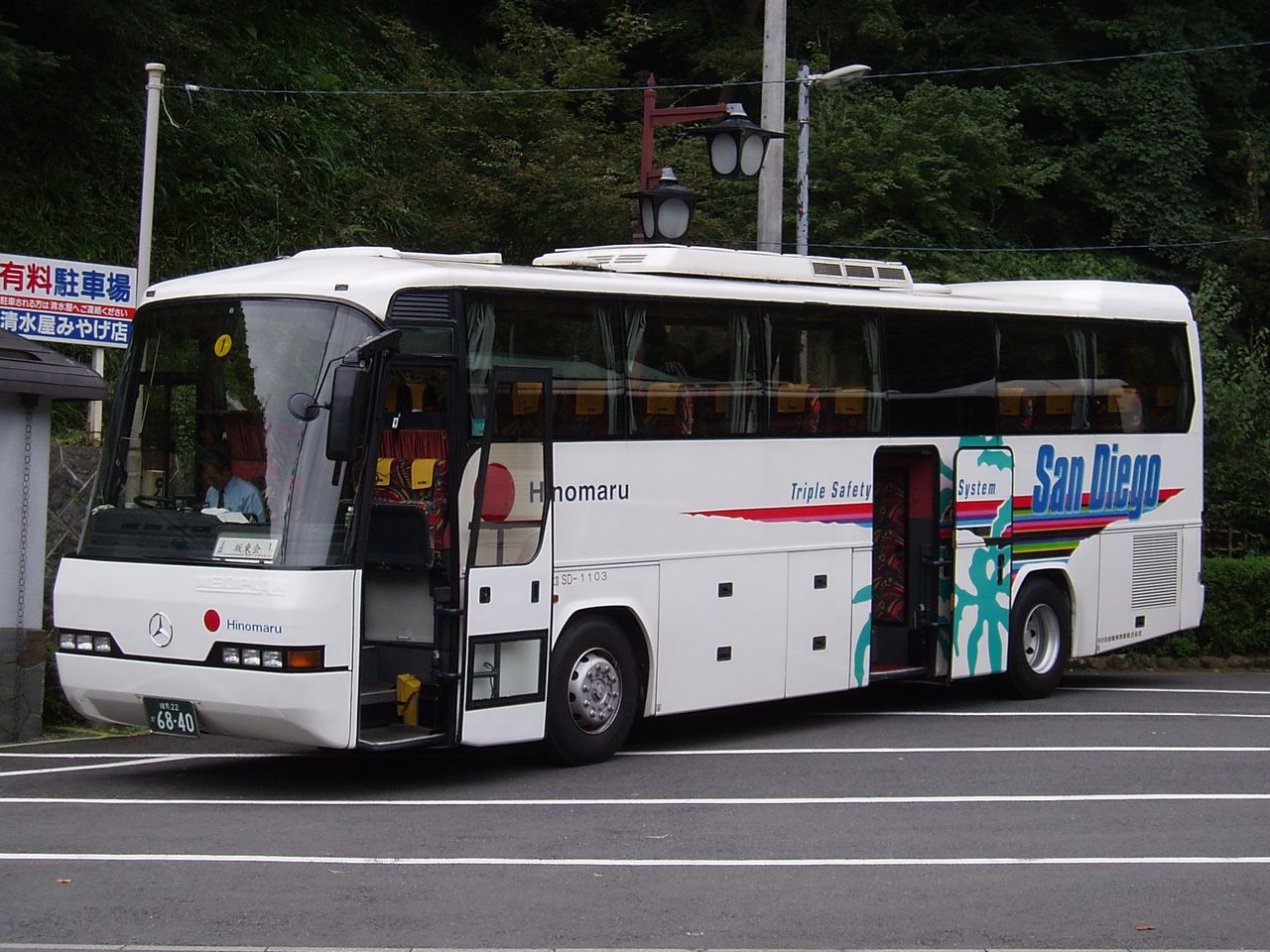
「サンディエゴ」（ネオプラン・トランスライナー）

## テレビ番組
- 日経スペシャル カンブリア宮殿 客を魅了するバスツアー 常識を打ち破るエンタメ戦略（2023年4月6日、テレビ東京）- 社長 富田浩安、 副社長 富田哲史出演[44]。